# Chapada Diamantina
A Chapada Diamantina é uma região de serras, situada no centro do estado brasileiro da Bahia, parte de uma vasta cordilheira conhecida por Cadeia do Espinhaço "(...) é um extenso planalto (38 000 km²), que corresponde a 15% do Estado da Bahia"
Nela nascem quase todos os rios das bacias do Paraguaçu, do Jacuípe e do Rio de Contas. Ali estão as maiores altitudes da Região Nordeste do Brasil: o Pico do Barbado, com 2 033 metros, Pico do Itobira e o Pico das Almas. A formação geográfica faz parte do conjunto de serras e planaltos do Leste e do Sudeste do relevo brasileiro e constitui-se como prolongamento da Serra do Espinhaço, portanto, é um escudo cristalino formado no Pré-Cambriano. Em suas variadas paisagens, com ecossistemas que incluem a caatinga, cerrado, campos rupestres e até ilhas de mata atlântica, existem diversas áreas de proteção ambiental nas três esferas administrativas - federal, estadual e municipal, tais como o Parque Nacional da Chapada Diamantina, o Parque Estadual do Morro do Chapéu ou a Área de Proteção Ambiental Marimbus-Iraquara.
A vegetação é exuberante, composta de espécies da caatinga semiárida e da flora serrana, com destaque para as bromélias, orquídeas e sempre-vivas. Sua população total estimada em 2014 era de 395 620 habitantes. Sendo Seabra, Morro do Chapéu e Iraquara as três cidades mais populosas, segundo dados do Instituto Brasileiro de Geografia e Estatística (IBGE). "A Chapada Diamantina é uma vasta extensão de terras com características geográficas, sociais, econômicas, culturais e dialetais diferenciadas do restante do estado da Bahia. Como descreve Seabra (2017, p. 9) “[...] desponta como um conjunto de terras elevadas que parte do coração da Bahia até alcançar o norte de Minas Gerais. Na Bahia, a região montanhosa se estende por 41.994 km2 [...]”, o equivalente, por sua extensão territorial, a muitos países da Europa." (citado na obra: "O país do garimpo e sua sócio-história").
A partir de 2015 o governo do estado efetuou a subdivisão administrativa do território baiano em vários "Territórios de Identidade" (TI) dando a um deles o nome de Território de Identidade Chapada Diamantina e integrado por vinte e quatro dos municípios localizados na região central; além dela há o TI do Piemonte da Chapada Diamantina. Paralelamente a esta divisão existe ainda, independente daquela, a divisão do território em treze "zonas turísticas", sendo a Zona Turística da Chapada Diamantina uma delas.
A região apresenta características históricas e culturais peculiares, com repercussão no vocabulário, manifestações religiosas e sociais próprias. Ali nasceram alguns expoentes nacionais como Milton Santos, Abílio César Borges, Afrânio Peixoto, Moraes Moreira, entre outros. Nos últimos anos a Chapada vem produzindo alguns dos melhores cafés brasileiros, e sua economia vem se diversificando além do turismo.

## Histórico

### Período pré-colonial e povos indígenas
Durante a última glaciação, há cerca de 24 mil anos, a Chapada tinha maior umidade e clima mais ameno, sendo então habitada por seres da megafauna, cujos restos foram encontrados em alguns trechos de sua área, e que atestam que a configuração do terreno já era similar à que atualmente se vê. A localização de mais de quatro mil ossos, dos quais um exemplar de megatério completo, na gruta do Poço Azul inspirou a realização de um premiado documentário intitulado O Brasil da Pré-História: o mistério do Poço Azul, em 2007, exibido em mais de cinquenta países antes de sua estreia na televisão brasileira.
A presença humana na Chapada Diamantina remonta a 12 mil anos atrás, conforme atestam artefatos como fósseis e pinturas rupestres encontrados em sítios arqueológicos. Quando da chegada dos colonizadores, a Chapada Diamantina era habitada por povos indígenas pertencentes ao tronco macro-jê, genericamente apelidados de tapuias, sobretudo os cariris. Essas populações praticavam o extrativismo dos frutos locais (como o umbu), caça, pesca e cultivos de plantas como o amendoim, macaxeira e batata-doce, num estilo de vida nômade ou seminômade. Com a colonização da Chapada, os indígenas sofreram intenso combate na chamada "guerra de conquista" do território, sendo tratados como bárbaros, e foram perseguidos, catequizados, forçados ao aldeamento e vítimas de outras formas de assimilação ou aniquilação, para darem lugar aos empreendimentos levados a cabo no processo de expansão lusitana do território, como a instalação de fazendas, currais, garimpos, etc. Muitos dos indígenas da Chapada foram aculturados. Dentre os remanescentes dos primeiros habitantes dessa região da Bahia, está uma aldeia dos paiaiás, um ramo dos cariris, localizada entre os municípios de Utinga e Morro do Chapéu.

#### Sítios arqueológicos

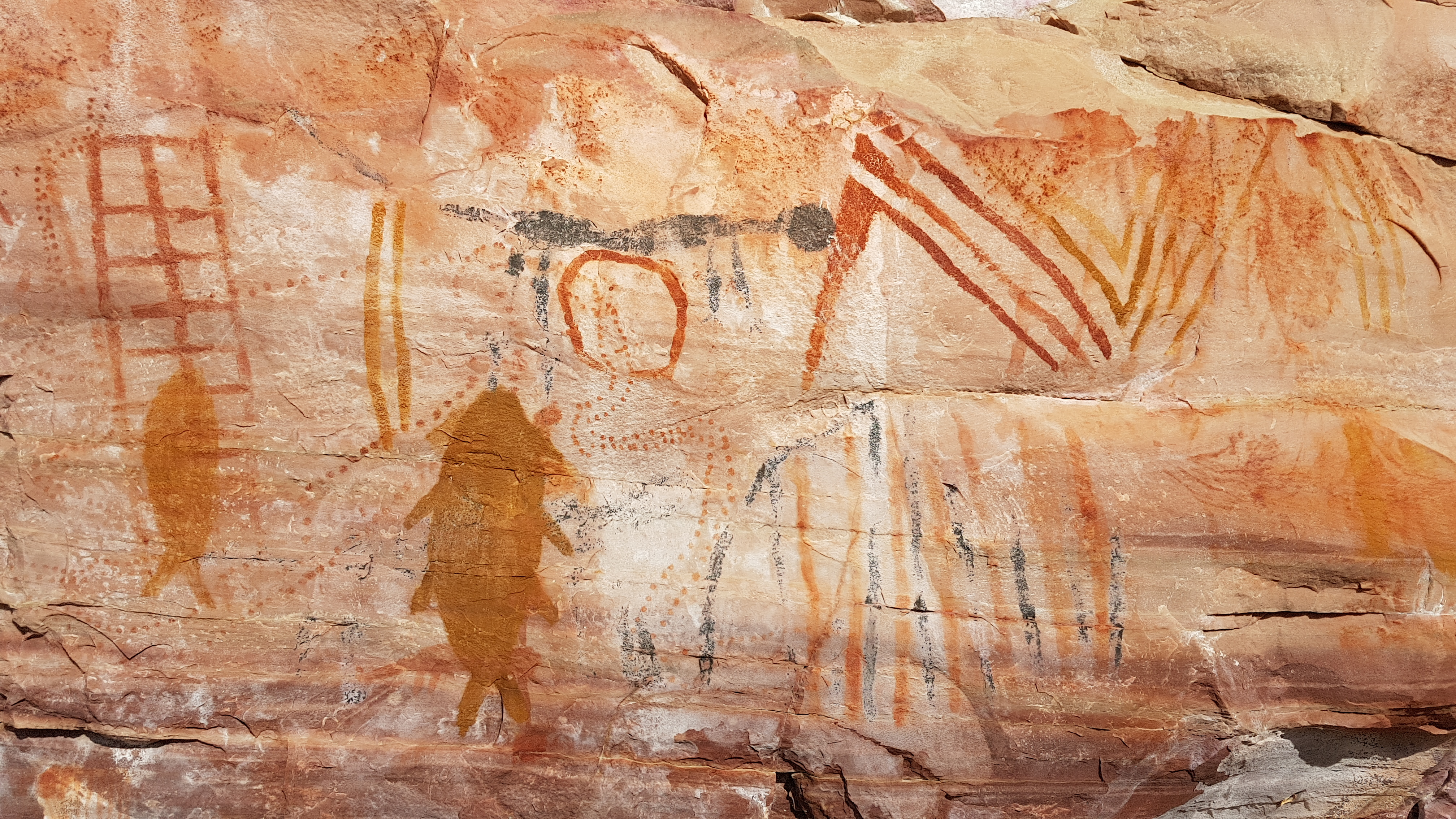
Arte rupestre da Serra das Paridas.

O primeiro estudioso que registrou gravuras rupestres na região foi o pesquisador espanhol radicado na Bahia Valentín Calderón, localizando nas décadas de 1960 e 1970 figuras que qualificou como de feição "geométrica ou muito primitiva. Encontramo-la (...) em diversos pontos da Chapada, especialmente nos sopés desta, perto da estrada que vai de Irecê ao Morro do Chapéu".
O sitio da Serra das Paridas (Lençóis) e a Lapa do Sol (Iraquara), são dois dos pontos com inscrições rupestres que podem ser visitados por turistas. Em 2016 a emissora pública alemã Zweites Deutsches Fernsehen, com assessoramento científico da Universidade Federal da Bahia, realizou na Chapada várias filmagens para uma série documental chamada Terra X intitulada “Os primeiros americanos”, com a participação de Carlos Etchevarne, visitando os Complexos Arqueológicos Serra das Paridas, em Lençóis, e Lagoa da Velha, em Morro do Chapéu.

### Início da colonização
A primeira expedição a alcançar a Chapada Diamantina teria sido a do fidalgo português Vasco Rodrigues Caldas em 1560, que solicitara ao governador-geral Mem de Sá autorização para penetrar nos sertões nos moldes da anteriormente realizada por Francisco Bruza Espinosa e, partindo pelo rio Paraguaçu, foi possivelmente o primeiro colonizador europeu a atingir a Chapada, na região dos atuais municípios de Itaetê, Nova Redenção e Andaraí. Em carta do padre Manuel da Nóbrega, este teria registrado que ele "destruiu aldeias, massacrou e trouxe muitos cativos para Salvador" e, noutra expedição dois anos depois, em informe do padre Leonardo Valle, teria retrocedido ante a resistência dos tupinaés.
A região da Chapada Diamantina começou a ser povoada no século XVII, com a pecuária associada à Casa da Ponte de Antônio Guedes de Brito. Ao longo da segunda metade do século XVII e início do XVIII, bandeirantes paulistas e sertanistas baianos desbravaram a Chapada Diamantina, à procura de pedras preciosas, empreendendo a então chamada “guerra justa” contra indígenas hostis e procura por possíveis quilombos. Nesse contexto, em meados do século XVII, foram descobertas as jazidas de ouro em Jacobina, o que trouxe para essa área um grande número de portugueses e paulistas.
A colonização do sertão não foi pacífica, nem as entradas e bandeiras em busca de ouro e pedras preciosas tiveram facilidades, e Urbino Vianna registrou a seguinte frase do historiador Oliveira Vianna: "cada curral avançado no deserto é uma vendeta contra a selvageria. Cada sesmaria, um futuro campo de luta. Cada engenho uma fortaleza improvisada".

### Ciclo do ouro
Em 1710, bandeirantes paulistas descobriram jazidas de ouro no atual município de Rio de Contas, o que trouxe para essa área um grande número de portugueses, paulistas, mineiros, baianos e pernambucanos ávidos por riqueza, além de escravizados para trabalhar nas jazidas. Por volta de 1710, surgiu o povoado mais antigo da região, Mato Grosso.
A descoberta de ouro no Rio de Contas Pequeno, quando era vice-rei Miguel Pereira da Costa gerou um extenso relatório por seu "Mestre de Campo do Engenho", em 1721, como registrou Urbino Vianna. Em razão desta descoberta, quando era vice-rei o Conde de Sabugosa, este manda erigir vilas - como Minas do Rio de Contas e Jacobina, e estradas de comunicação entre estas e as zonas mineiras ao sul e ao litoral, ao norte. O autor afirma que, durante o ciclo do ouro, as vilas de Jacobina e Rio de Contas "estabeleceram um dique aos crimes, que se perpetravam em número assustador", tendo ocorrido apenas em Jacobina, entre 1710 e 1721, um total de 532 homicídios por armas de fogo. Na década de 1720, sob ordens da Coroa Portuguesa, o sertanista Pedro Barbosa Leal construiu uma estrada ligando as vilas de Jacobina e Rio de Contas. No meio do caminho, na região do atual município de Piatã, também descobriu-se ouro e formou-se ali seu núcleo de povoamento.

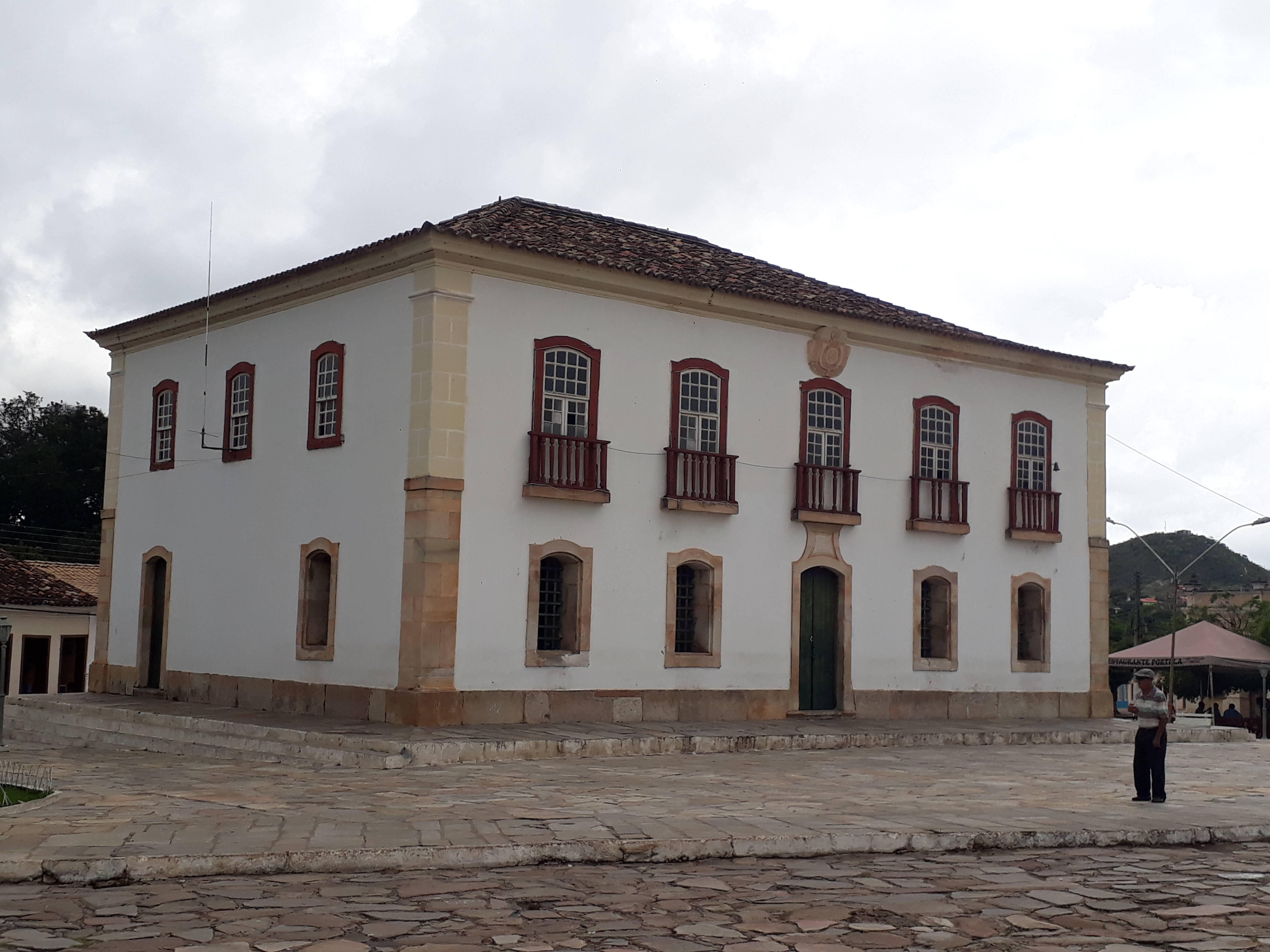
Casa de Câmara e Cadeia, em Rio de Contas: registro da riqueza no "ciclo do ouro" da Chapada.

Num primeiro momento o Conselho Ultramarino decidiu proibir a mineração em Rio de Contas e Jacobina, receando assim esvaziar as jazidas de Minas Gerais mas, ante a continuidade da exploração clandestina, voltou atrás em 1720, liberando a exploração de ouro, mas com o pagamento do quinto do ouro, assim ordenando também a construção de casas de fundição nas duas vilas para cobrar o imposto. Muitos dos que foram atraídos para as minas de Jacobina e Rio de Contas nas primeiras décadas do século XVIII acabaram se desiludindo com as altas taxações sobre a mineração de ouro e acabaram se fixando em outras partes da Chapada Diamantina, se dedicando à agricultura e à pecuária. Registrou o militar Durval Vieira de Aguiar (1979, p. 156) que "Rio de Contas nadou em ouro, de uma maneira tal que pareciam exageradas as arrobas de que falam os arquivos da Câmara e os próprio Compromissos das Irmandades. A moeda corrente era o ouro em pó ou em barra; sendo a oitava quase que a unidade monetária".
Sobre o desenvolvimento da região aurífera da Chapada, Licurgo Santos Filho, no seu livro Uma Comunidade Rural do Brasil Antigo, registra que o povoamento iniciara-se às margens do rio Brumado (na época denominado "rio de Contas Pequeno"), onde hoje se acha a cidade de Livramento de Nossa Senhora, arraial que em 1724 se emancipara e, em razão de epidemias que ali grassavam, tiveram autorização para mudarem a sede, erguida onde hoje está a cidade de Rio de Contas, passando Livramento a ser conhecida como "Vila Velha".
Santos Filho (1956, p. 6) registrou que a nova povoação "prosperou, [...] surgiram e multiplicaram-se as casas de taipa, de porta e janela, moradias dos mineiros e dos novos habitantes, comerciantes e homens de negócio, artífices e homens de ofício, autoridades, gente da Igreja, o cirurgião-barbeiro, o boticário, afinal, toda a população de uma vila florescente, afamada pelo ouro extraído em suas cercanias". O autor fala ainda que para lá acorreram "milhares, talvez, de cristãos-novos", ali refugiados das devassas no Reino, de tal forma integrando-se na vida local que, ao se instalar o Familiar do Santo Ofício Miguel Lourenço de Almeida, não há registro de qualquer perseguição, limitando-se este ao papel de "senhor feudal". Registra, ainda, as estradas da "rota de currais" pelas quais escoavam a produção e comunicava-se a região com a capital, Goiás e Minas Gerais, e também ao Piauí.
Durval Aguiar (1979, p. 155-156) aventa como possibilidades então narradas para o fim desse ciclo as "exigências do opressivo imposto do quinto, feitas pelos agentes do fisco em favor do reino de Portugal; outros dizem que o governo português, no intuito de não provocar a usura dos invasores holandeses, a mandou proibir; outros, mais razoavelmente, asseveram que a mineração do ouro, já um tanto enfraquecida por todos esses e outros embaraços, só veio a cessar em 1844 quando foram descobertas as primeiras lavras de diamantes do Mucugê e Lençóis, que tanto floresceram de 1848 a 1872".

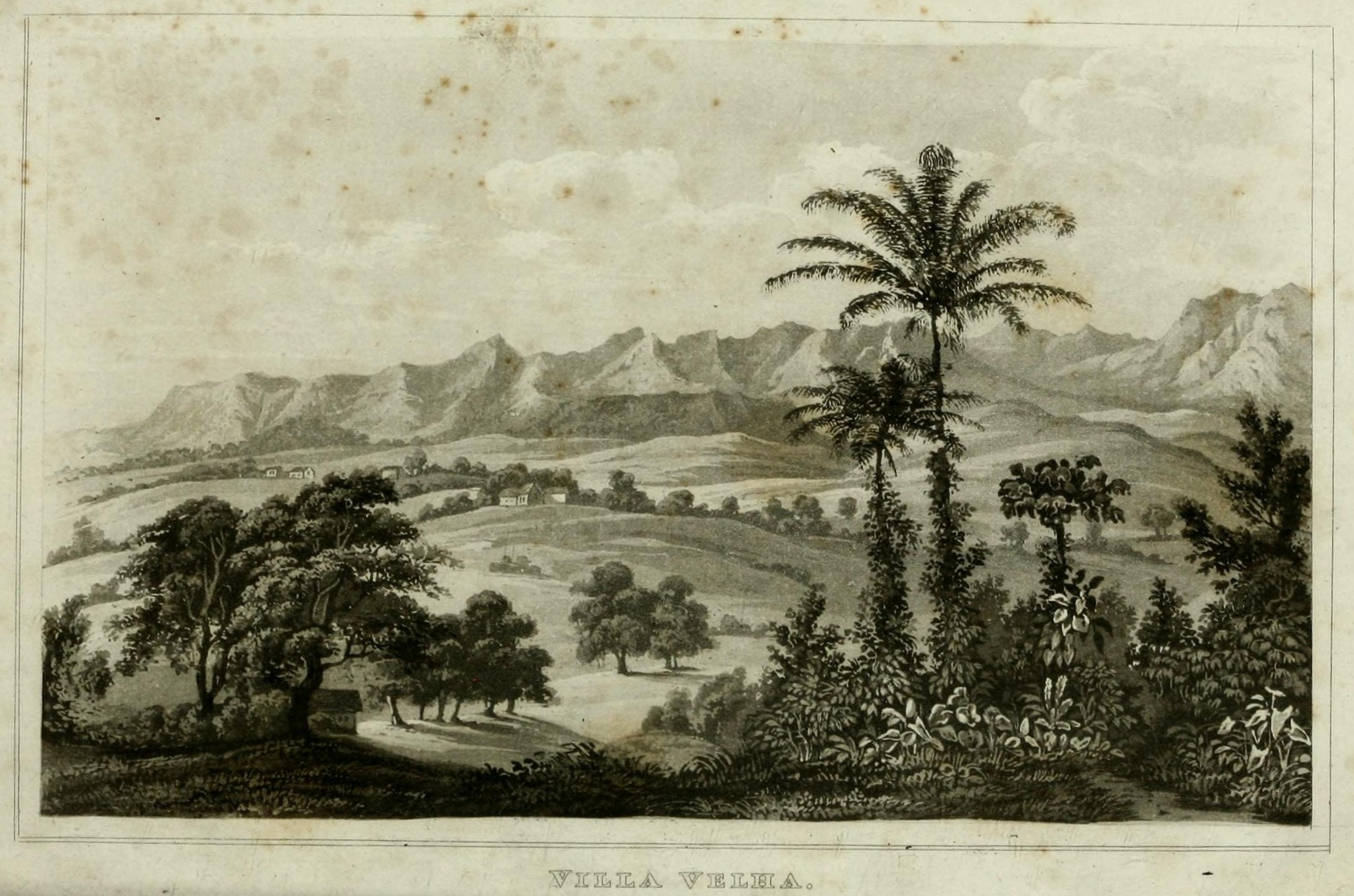
"Vila Velha", desenho de Spix mostra a imponência da Chapada no horizonte, em 1817

O fato é que o escasseamento do ouro de aluvião provocara o esvaziamento da região em menos de um século, a ponto de, em sua passagem de 1818 pela região da Chapada, os naturalistas Spix e Martius registrarem que ali havia raros garimpeiros, sendo maiormente habitada por roceiros e, segundo lhes informara o vigário do lugar, na parte oriental da Chapada (de Rio de Contas a Jacobina), havia somente nove mil pessoas. O relato dos exploradores europeus, então, não previu o que viria a se passar algumas décadas depois, com a descoberta do diamante: "A cordilheira sobre a qual nos achávamos estende-se para Nordeste, em considerável distância, com os nomes de Morro das Almas, Serra do Catolé, Serra da Chapada etc., passando até além da Vila de Jacobina, que é o principal ponto desta comarca mais ocidental da província da Bahia. Deve conter por toda parte, segundo notícias que nos foram dadas, a mesma formação de xisto quartzítico, portadora de ouro e, portanto, deve ser considerada como a irradiação mais setentrional daquele extenso sistema de montanhas, que se prolonga desde as planícies da província de São Paulo, com as diferentes designações de Serra da Mantiqueira, Serra da Lapa, Serra Branca, Serra das Almas, etc., através da província de Minas Gerais, e é o núcleo principal de sua riqueza mineral. Em Jacobina, exploram-se ainda hoje algumas minas de ouro, e ali, ou em Vila do Príncipe, é fundido todo o ouro encontrado na província da Bahia. A região entre Jacobina e Rio de Contas é, aliás, muito pouco povoada; e, flagelada constantemente pela falta de chuvas, torna-se difícil aqui o serviço da mineração".
Poucos anos depois da passagem de Spix e Martius, a Chapada participou da Guerra de Independência da Bahia e segundo o historiador Luís Henrique Dias Tavares: “Foram os brasileiros que de fato libertaram a cidade do Salvador de armas nas mãos. Primeiro foram os brasileiros de Santo Amaro, Maragojipe, Cachoeira, São Francisco do Conde, Nazaré das Farinhas, Jaguaripe, que formavam um exército de esfarrapados. Depois, entraram os brasileiros que desceram lá de Caetité, do Sertão e da Chapada Diamantina, formando um exército das mais diferentes cores, de brasileiros filhos de escravos, descendentes de escravos, brasileiros brancos pobres que nada tinham além de uma roça de cana plantada para o senhor de engenho”.

### Ciclo do diamante

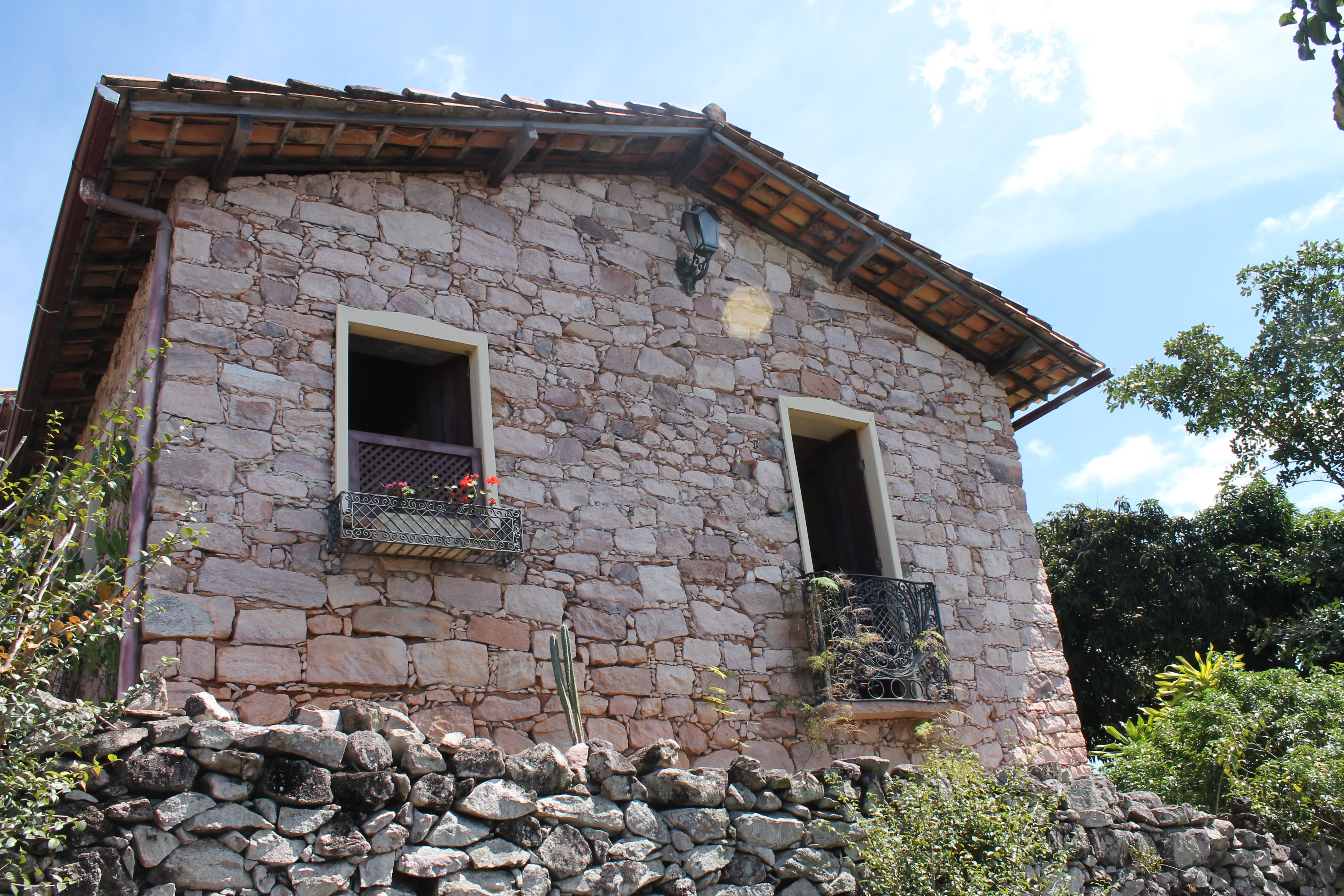
O Museu Vivo do Garimpo, em Mucugê, numa típica casa de pedras dos tempos do garimpo

A região originalmente denominada "Lavras Diamantinas" veio a nomear toda a Chapada e "marca uma divisão histórica dos municípios pertencentes à região conforme apresentassem ou não possibilidade de extração da pedra. As cidades mais antigas pertencem assim à região das lavras, no centro da Chapada Diamantina", como assinalou Gabriel Banaggia.
Com o título de Diamond Mine of Sincura, o jornal australiano The Maitland Mercury registrava, já em 1842, a existência da mineração na região da Serra do Sincorá, falando da insegurança na região do garimpo e da qualidade dos diamantes ali encontrados. A notícia narra que a descoberta dos diamantes fora feita por um escravo que, em outubro de 1841, tentara vender 700 quilates da pedra e fora aprisionado; sem dele conseguirem obter a indicação de onde estavam os diamantes, então permitiram-lhe a fuga convenientemente e puseram indígenas experientes para segui-lo, vindo a capturá-lo com o tesouro próximo a Cachoeira - então a segunda maior cidade do estado, confirmando a existência das pedras. Foi pesquisada então uma vasta área do Paraguaçu no entorno da serra do Sincorá, e as minas foram descobertas.
A descoberta de diamantes em Lençóis, Mucugê e Andaraí, na década de 1840, trouxe para esses locais migrantes oriundos do Alto Sertão Baiano, litoral e Recôncavo Baiano, Minas Gerais e Jacobina, e também escravizados trazidos para o garimpo.
Nos meses iniciais do garimpo, os primeiros aventureiros ("condenados e assassinos") para lá acorreram. Logo, milhares de pessoas estabeleciam os povoados, chegando Lençóis a contar com vinte mil moradores e três mil casas. Sem a presença estatal, os próprios mineiros estabeleceram seu código de regras. Três quintos da produção foi para a Inglaterra, um quinto para a França e Hamburgo e o quinto restante aos comerciantes do Rio de Janeiro e Salvador - uma quantidade tão grande que os lapidadores da Europa não conseguiam lapidar a metade e o preço da joia ameaçava desvalorizar-se.
De sua passagem pela Chapada em 1880, registrou Teodoro Sampaio na obra O Rio São Francisco e a Chapada Diamantina: "Se, porém, quisermos determinar com mais precisão a zona diamantífera, no interior da Bahia, teríamos de destacar, entre os onze graus e os catorze graus de latitude sul, o mais largo trecho da chapada, cujos limites por linhas naturais seriam, a começar pelo oeste: o rio São Francisco desde o Xiquexique até a barra do Paramirim, e por este acima até as suas nascentes no pico das Almas, daí pelo curso do rio Brumado até sua barra no rio de Contas, seguindo depois por este abaixo até onde lhe entra pela esquerda o rio Sincorá. Daí, tomando para o norte, sobe o Sincorá até as suas cabeceiras e, transpondo a serra do mesmo nome, ganha as nascentes do rio Una, cujo curso desce até sua foz no Paraguaçu. Remonta o curso deste até a barra do rio Santo Antônio, e subindo por este acima vai até a foz do rio Utinga, cujo curso subirá até as suas cabeceiras nas vizinhanças do Morro do Chapéu, e, prosseguindo ao norte para além das nascentes do rio Jacuípe, sobe até o paralelo de onze graus de latitude sul, que ficará sendo o limite do lado setentrional".

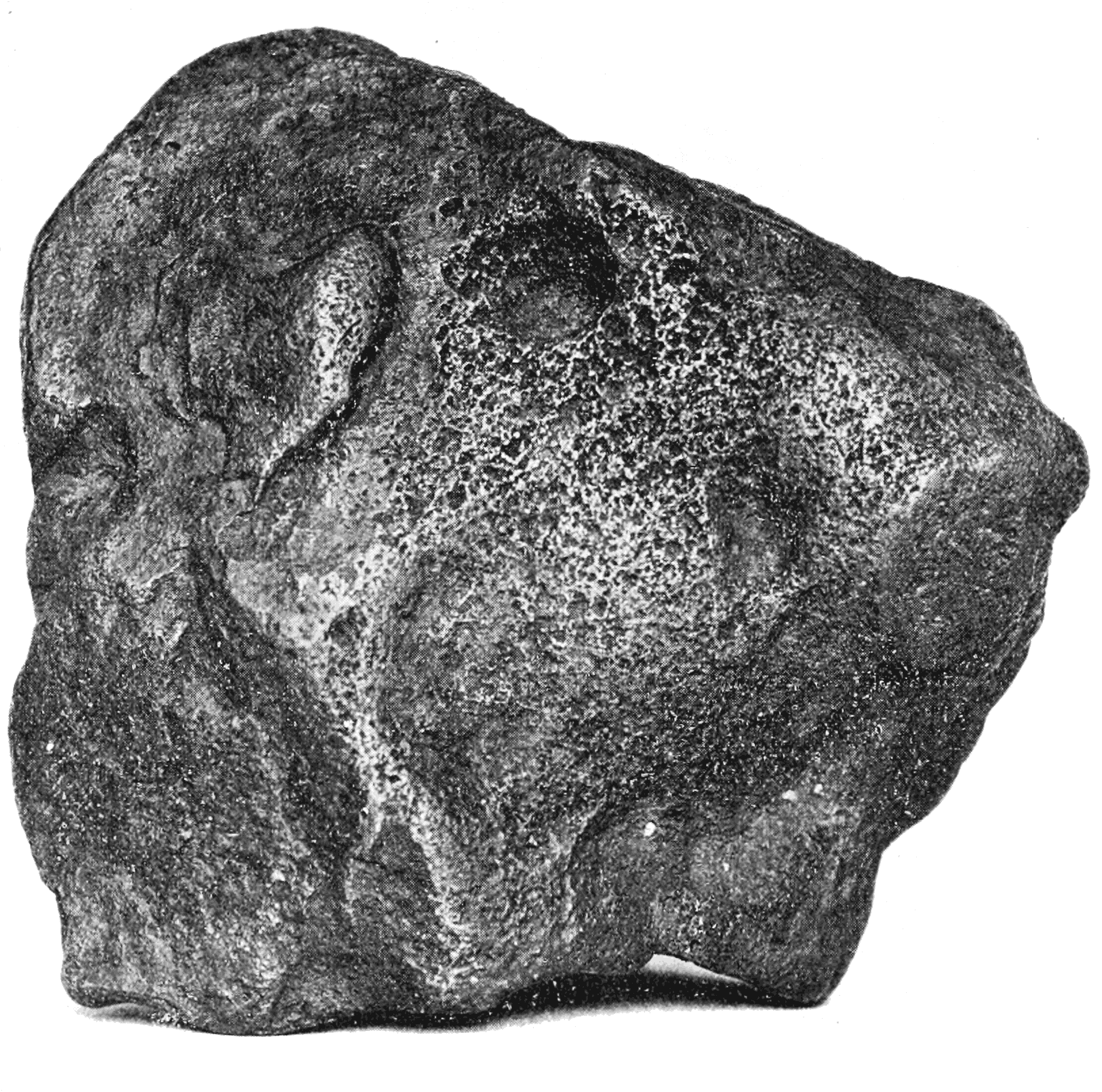
Réplica do Carbonado Sérgio, o maior diamante já descoberto no mundo.

A lavra dos diamantes se dava inicialmente no leito dos rios Cumbuca, Piabinha e Mucugê, bem como nos riachos e córregos afluentes. Mas mesmo áreas hoje centrais de povoamento, como o centro de Mucugê, também foram garimpadas. A divisão das partes dos rios entre garimpeiros legou alguns nomes daqueles que ali detinham a posse da lavra, como a Cachoeira do Tiburtino no Cumbuca, ou o poço de Zé Leandro, nomes que remetem aos gruneiros que ali trabalhavam, mesmo sem que tivessem a propriedade das terras, e que permaneceram até a atualidade.
Essa atividade impactou não somente na vegetação nativa, como alterou mesmo o leito de rios em sua profundidade, curso e velocidade do fluxo pois, além da mineração diretamente neles, a atividade necessitava de bastante água para lavar o "cascalho", de forma que nos tempos em que não havia bombas, eram feitas barragens e aquedutos para os locais distantes dos leitos ou para cursos d'água secos na estiagem, onde chegavam por ação da gravidade, ainda existindo muitos vestígios dessas obras antigas, como ainda das casas de pedras erguidas muitas vezes junto aos paredões de rocha, grutas (ou "grunas"), que assim se tornavam elementos da arquitetura e são atualmente mais um dos atrativos turísticos.

#### Exploração de carbonado
O carbonado é uma forma de diamante de grande dureza que, durante a exploração da pedra preciosa na Chapada era simplesmente descartada pelos garimpeiros, que a chamavam de ferrujão. Assim como a joia, era encontrado no meio do cascalho, nas áreas de aluvião e foi apenas a partir de 1870 que se descobriu sua utilização industrial e passou a ter valor comercial, sendo a região um dos únicos depósitos então conhecidos.

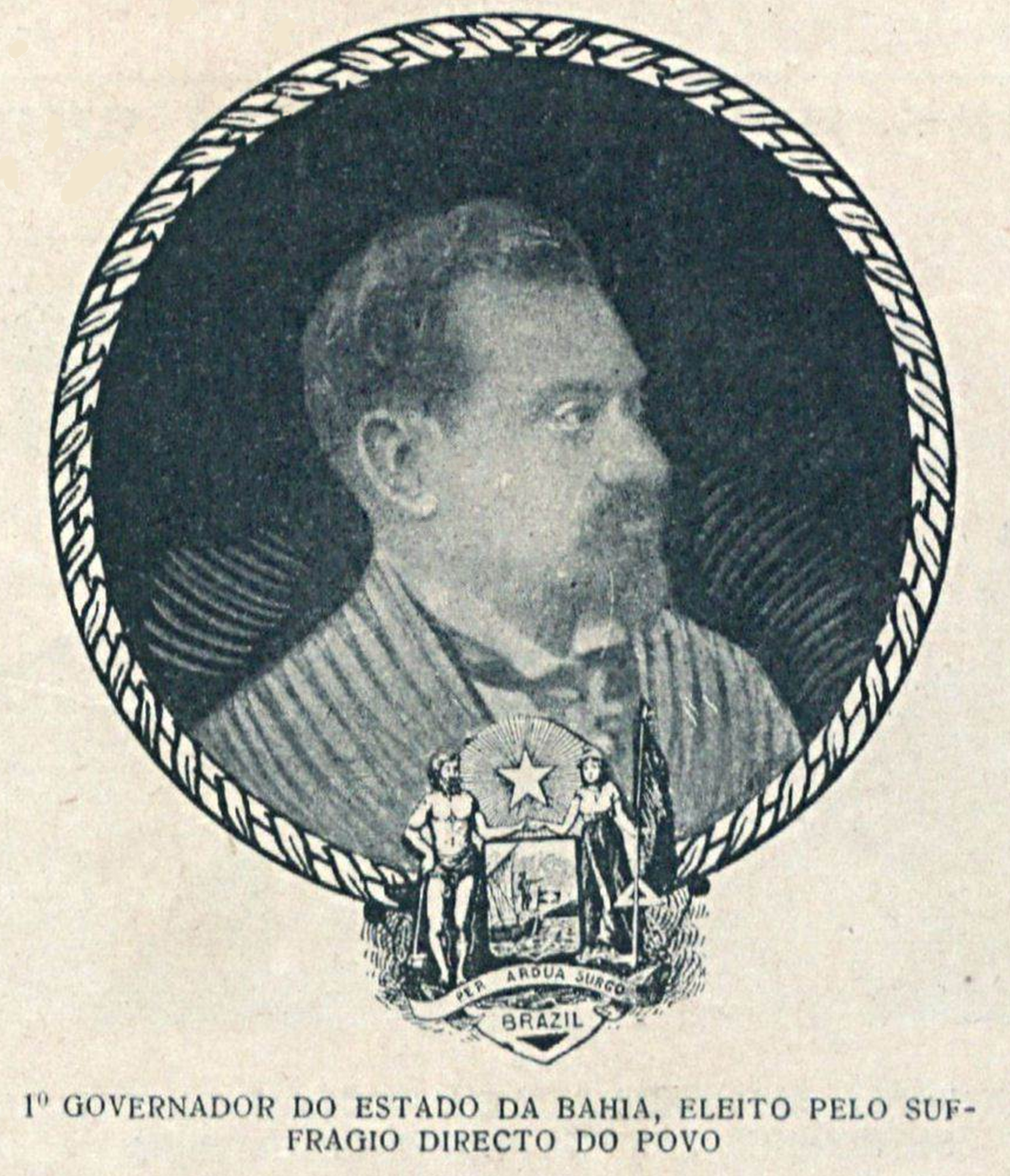
Rodrigues Lima cogitou a mudança da capital para as "Lavras".

Na chapada, segundo registrou Gonçalo de Athayde Pereira, seu comércio foi introduzido pelo francês Albano Chabaribère, que residia na região das Lavras, adquirindo-os pelo valor de 160 réis por oitava (medida equivalente a 17 quilates). O maior carbonado já encontrado pesava 3 167 quilates, pelo velho garimpeiro Sérgio Borges de Carvalho no garimpo do "Brejo da Lama" (a 10 km da cidade de Lençóis). O carbonado Sérgio é considerado o maior diamante do mundo. Foi, então, vendido para o comerciante José Bezerra por 114 contos de réis. Toda a produção era exportada, pois não existia seu uso no Brasil à época, tendo por destinos a Europa e Estados Unidos.

### A capital baiana na Chapada
No final do século XIX, com a Proclamação da República, e o movimento de urbanização planejada que levou às mudanças das capitais mineira e goiana para novas cidades "edificadas para este fim", também na Bahia o então governador Rodrigues Lima cogitou a mudança da capital para a região do "Alto Paraguaçu, proximidades da serra do Sincorá", cabendo os estudos a uma comissão chefiada pelo engenheiro João Carlos Greenhalgh.
"O local pretendido seria no distrito de Cascavel, hoje pertencente a Ibicoara-Ba. O lugar era promissor devido ao terreno ser bem nivelado, mas após avaliação técnica dos engenheiros responsáveis não foi aprovado pelo fato de a quantidade de água não ser suficiente para abastecer uma capital", como registrou Antônio Marcos de Almeida Ribeiro, aditando que, no mesmo período, houve a "cogitação de Lençóis sediar um vice-consulado francês, todavia nunca se constatou por documento a comprovação desse fato".

### Coronelismo e Horácio de Matos, "o supercoronel"

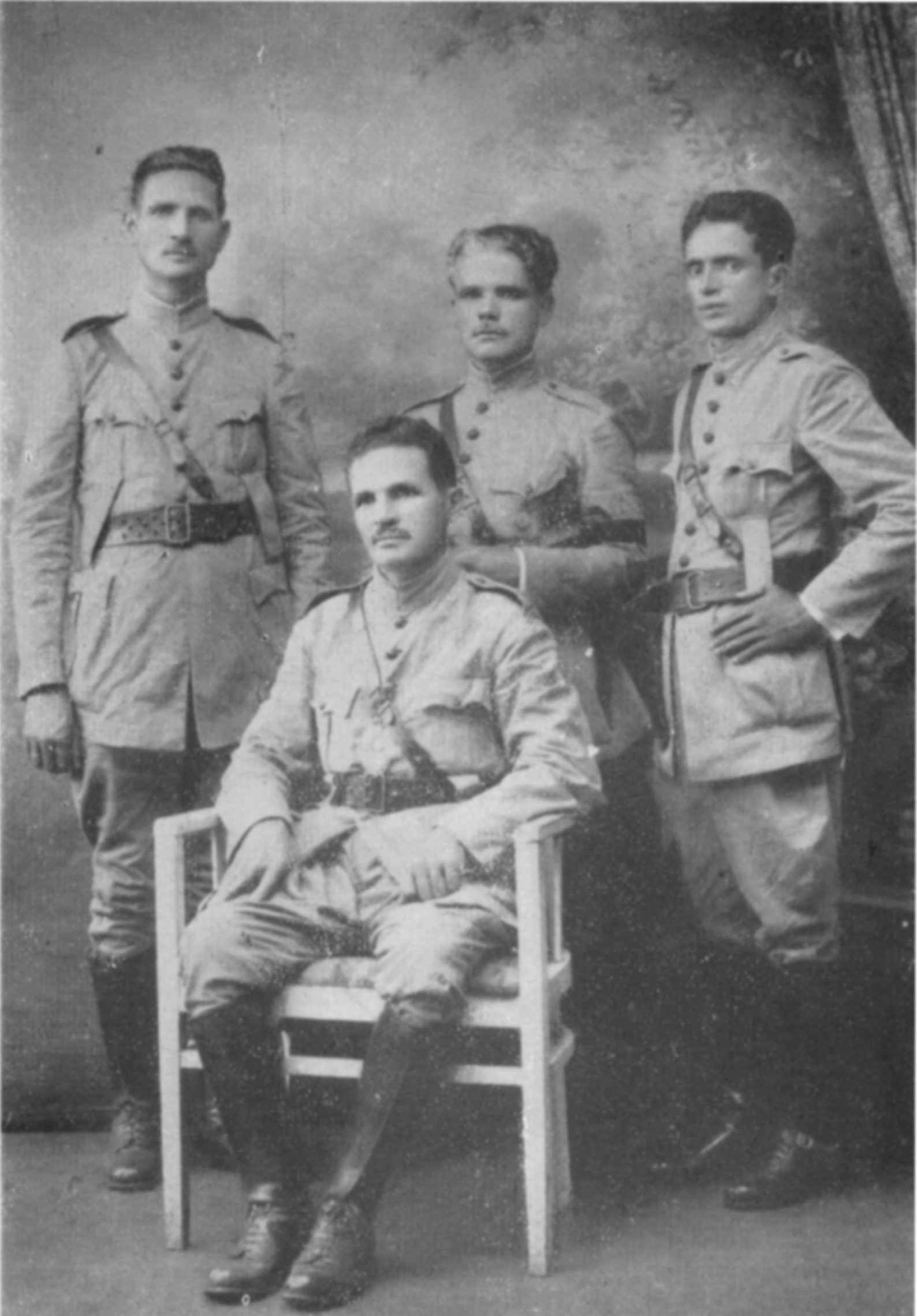
Matos (sentado) e o comando do Batalhão Patriótico Chapada Diamantina

No final do século XIX e começo do seguinte, a política da Chapada era dominada por coronéis que formavam uma rede de inimizades e alianças, sendo os principais Militão Rodrigues em Barra do Mendes, Dias Coelho em Morro do Chapéu, Manuel Fabrício em Campestre (hoje distrito de Brotas de Macaúbas), José João de Oliveira e Clementino Matos em Brotas de Macaúbas. Neste contexto, sobrinho de Clementino e iniciado por Dias Coelho, de quem foi aprendiz, surgiu a figura de Horácio de Matos em meio a lutas. Após obter uma trégua nas disputas com Militão, Horácio recebe do tio moribundo a chefia do clã e, a partir dali, enfrenta diversas batalhas até tornar-se intendente da principal cidade da Chapada à época, Lençóis. Das batalhas havidas nas primeiras décadas do século XX, Horácio sagrou-se como a liderança de vasta região que lhe valeram o apelido de "governador do sertão" e, quando a Coluna Prestes cortou o país pregando a revolução, o "título" de coronel é feito fatual, chefiando então o "Batalhão Patriótico Chapada Diamantina" que perseguiu a Coluna desde a Bahia até o território boliviano, para onde o movimento revolucionário fugiu e se dissolveu.
O brasilianista coreano radicado nos Estados Unidos, Eul-Soo Pang, assim resumiu o poderio de Horácio de Matos: "um comerciante e depois coronel guerreiro, sem instrução, de Lavras Diamantinas, na Bahia, foi reconhecido pelo governo federal, em 1920, como líder absoluto de uma região que abrangia doze municípios, com pleno direito de manter sua força armada pessoal e o privilégio de nomear seus próprios deputados nos legislativos estaduais e federal". O mesmo autor ainda assinala, num subtítulo: "O Supercoronel Horácio de Matos e o PRD", assinalando que seu poderio somente era equiparável ao exercido pelo Padre Cícero, no Ceará.
Em 1931, após promover o desarmamento do sertão exigido pelo interventor no estado com a instauração do Estado Novo, Horácio foi preso sem acusação e, logo após ser solto, na capital, foi assassinado ao lado da filha de seis anos, marcando assim o fim da era do antigo coronelismo.

### Estagnação, iniciativas e retomada econômica

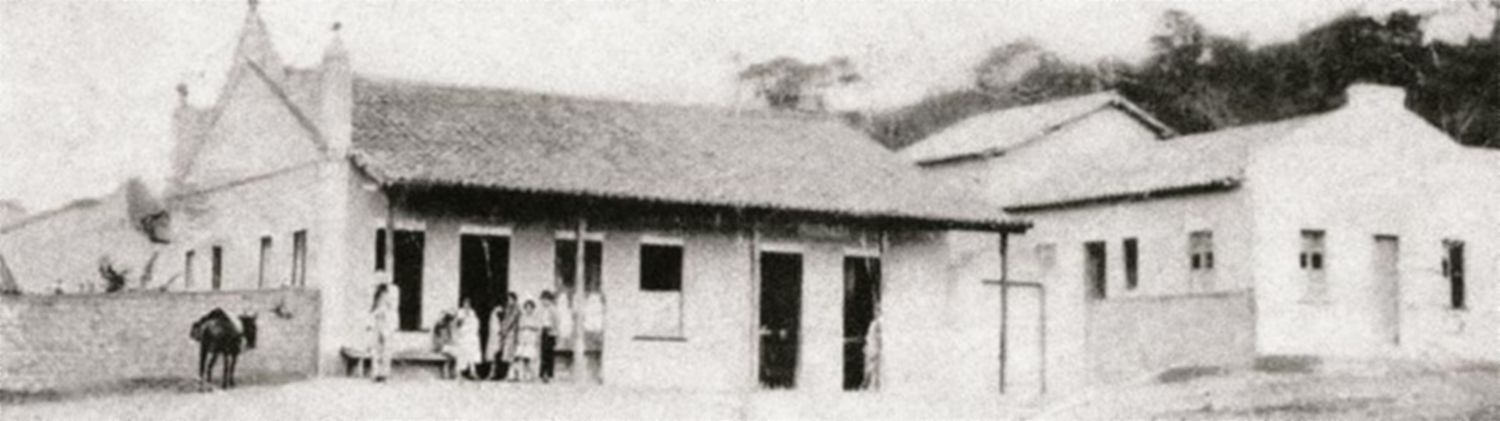
O Grace Memorial Hospital, nos anos 1920

Na década de 1910 o povoado de Ponte Nova foi escolhido para o estabelecimento de uma missão presbiteriana e já em 1916 ali se estabeleceu uma "Escola de Auxiliares de Enfermagem" que atendia doentes de toda a região da Chapada; o médico Walter Welcome Wood ali desenvolve um trabalho ao lado da primeira esposa, Grace Brown Wood, enfermeira, atendendo à epidemia de febre amarela e malária que ali grassava. Com a morte desta, em 1922, ele se especializa em doenças tropicais, em Londres e, voltando ao país, inaugura ali o Grace Memorial Hospital, pioneiro no atendimento médico na região e primeiro hospital de toda a Chapada. A unidade não funcionou em 1937-1938 por falta de diretor mas continuou, com ampliações e estabelecimento de escola de enfermagem, atendendo toda a Chapada - em 1941 tinha nove prédios, com 54 leitos.
Durante a II Guerra Mundial as cidades de Andaraí, Mucugê e Seabra (junto a Caetité e Maracás) foram escolhidas para receberem alemães do estado a serem confinados.
O fim da atividade garimpeira trouxe um período de decadência à região e a iniciativa de fazer do turismo uma atividade econômica viável teve início na década de 1960 com o então prefeito de Lençóis, Olímpio Barbosa Filho que, ainda, tentou implementar atividades agrícolas. A existência de casario antigo e rico patrimônio natural, junto a uma experiência neste sentido levada a cabo por uma cidade do estado de São Paulo, fez com que o governante criasse o Conselho Municipal de Turismo, e envolvesse toda a comunidade - " pedreiros, lavadeiras, estudantes e professores" - numa luta que levou, anos depois, à criação do Parque Nacional e à colocação da região como potencialmente turística nos projetos governamentais.

## Geografia

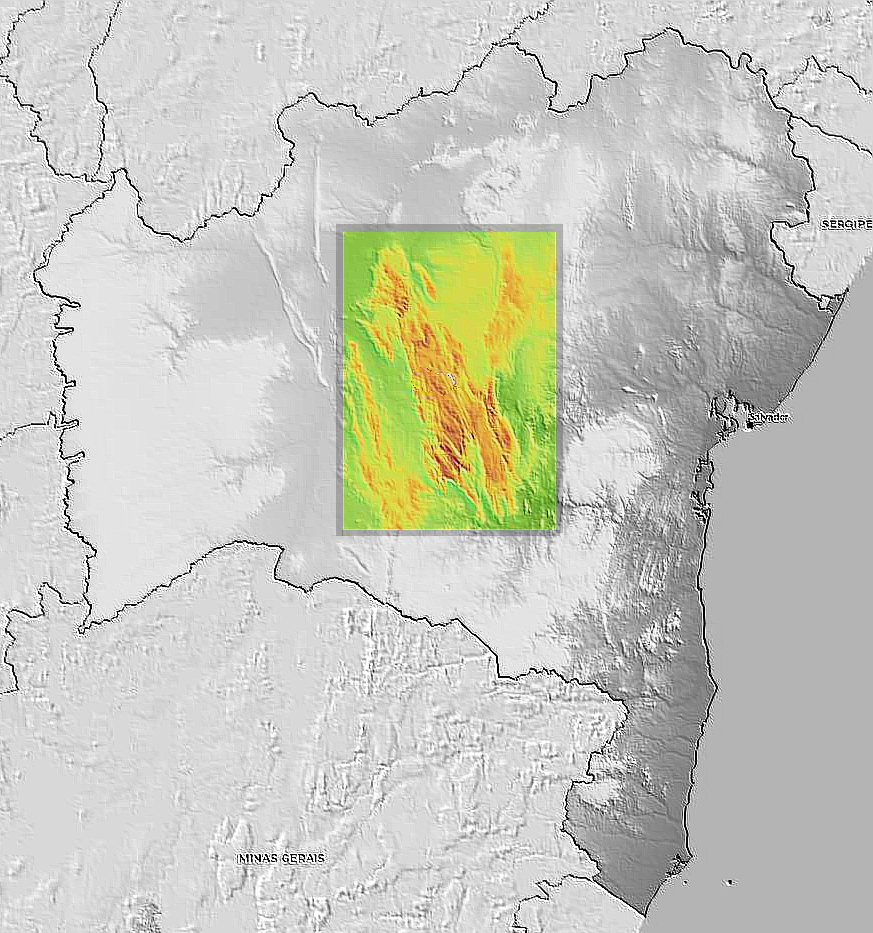
Mapa orográfico da Bahia, com a Chapada ao centro, em formato de "V".

O relevo da Chapada é considerado do tipo apalacheano, marcado por "um relevo estrutural esculpido em antigas formações dobradas, exumadas pela denudação. Esse relevo caracteriza-se por um alinhamento paralelo de cristas e vales. As cristas formadas nos estratos mais resistentes e os vales formados nos menos resistentes", como o pesquisador M. A. Suertegaray registrou. Tem seu limite sul com a Serra do Espinhaço. Levando esse limite sul, o geólogo Ricardo Galeno Fraga de Araujo Pereira calcula que a área geograficamente ocupada pelo relevo da Chapada se amplia, ocupando um território de 64 303 km² (o que inclui, portanto, parte da área da Serra Geral e municípios como Caetité e Brumado, além daqueles da formação a oeste, como Macaúbas e outros).
Seu relevo divide-se em dois grandes grupos: as serras da Borda Oriental e as da Borda Ocidental. Na Oriental predomina a Serra do Sincorá, possuindo altitudes que vão de 1 600 (a oeste) a 400 metros (a leste) e as cidades que a partir do século XIX viveram o ciclo do diamante. Na Borda Ocidental estão os cumes mais altos do estado, e cidades históricas que vivenciaram o ciclo do ouro, no século XVIII.
Geograficamente o território da Chapada possui algumas divisões, baseadas na conformação geomorfológica das suas partes. Dentre estas, o Plano Diretor de Recursos Hídricos das sub-bacias dos rios Verde e Jacaré, de 1995, descreve as seguintes (em domínio público): 
Serras da Borda Ocidental - "Englobam os relevos montanhosos da parte ocidental das áreas elevadas da Chapada Diamantina, com altitudes variando de 750 a 1 850 metros e médias situadas entre 1 000 e 1 200 metros. A morfologia está representada por elevações residuais, com cristas orientadas e paralelas aos vales estreitos entalhados sobre as rochas mais friáveis (siltitos, argilitos)".
Pediplanos Centrais- "Compreendem relevos planos que se apresentam a diferentes níveis. Apresentam altitudes médias que variam de 1 000 a 1 200 metros, podendo chegar a 1 300 metros na região da Chapada da Aldeia de Baixo e na Serra da Estiva (...) As formas de relevo que constituem essa unidade, englobadas de aplanamento, resultam da superfície de aplanamento que foi degradada, retocada e inumada, interrompida por cristas residuais de camadas mais resistentes".
Blocos Planálticos Setentrionais – "São representados por compartimentos elevados e feições estruturais esculpidas sobre os metassedimentos do grupo Chapada Diamantina. Compreendem elevações residuais correspondentes a uma anticlinal falhada e escavada, cujas bordas, situadas no contato metaconglomerados/metarenitos com metassiltitos/metargilitos, são escarpadas".

### Divisões políticas e regiões administrativas
A formação geológica inspirou a delimitação de divisões administrativas homônimas para o planejamento de políticas públicas pelo Governo do Estado da Bahia.:302
Na divisão realizada em 1945 pelo Conselho Nacional de Geografia, que dividiu o país em zonas fisiográficas, a Zona da Chapada Diamantina contava, na época, com os seguintes municípios: Andaraí, Barra da Estiva, Brotas de Macaúbas, Ibitiara, Irecê, Ituaçu, Lençóis, Livramento do Brumado (atual Livramento de Nossa Senhora), Mucugê, Oliveira dos Brejinhos, Palmeiras, Piatã, Rio de Contas, Santo Inácio (Gentio do Ouro) e Seabra.
Na regionalização instituída em 1991, foi delimitada a Região Econômica da Chapada Diamantina, abrangendo 29 municípios. Paralelamente na mesma década, desenvolveu-se a regionalização do turismo na Bahia, na qual a Zona turística da Chapada Diamantina foi por algum tempo a única do interior baiano e chegou a ser dividida em quatro circuitos (Chapada Norte, do Diamante, do Ouro e Chapada Velha). Em 2007, passou a vigorar uma nova regionalização que estabeleceu o Território de Identidade Chapada Diamantina, composto por 24 municípios e ocupado por uma população total de 359 677 habitantes (conforme censo de 2010), sendo Seabra, Morro do Chapéu e Iraquara os três municípios mais populosos.:13-14 Sua área total é de 30,456 km² (quase a metade da região geográfica). Os 24 municípios do território de Identidade são: Abaíra, Andaraí, Barra da Estiva, Ibitiara, Itaeté, Marcionílio Souza, Morro do Chapéu, Novo Horizonte, Palmeiras, Rio de Contas, Seabra, Souto Soares, Tapiramutá, Utinga, Wagner, Boninal, Bonito, Ibicoara, Iraquara, Jussiape, Lençóis, Mucugê, Nova Redenção e Piatã.

### Municípios constituintes da Chapada Diamantina
De um modo geral, são considerados como municípios integrantes da Chapada Diamantina: Abaíra, Andaraí, Barra da Estiva, Barra do Mendes, Boa Vista do Tupim, Boninal, Bonito, Brotas de Macaúbas, Caém, Ibicoara, Ibitiara, Ipupiara, Iramaia, Iraquara, Itaetê, Ituaçu, Jacobina, Jussiape, Lajedinho, Lençóis, Marcionílio Souza, Miguel Calmon, Mirangaba, Morro do Chapéu, Mucugê, Mundo Novo, Nova Redenção, Novo Horizonte, Ourolândia, Palmeiras, Piatã, Piritiba, Rio de Contas, Saúde, Seabra, Serrolândia, Souto Soares, Tapiramutá, Umburanas, Utinga e Wagner. Há fontes que incluem os municípios de Érico Cardoso, Livramento de Nossa Senhora, Paramirim e Rio do Pires como parte da Chapada Diamantina; já autores como Renato Luís Bandeira acrescentam aquelas situadas nas serras ocidentais, como Boquira, Botuporã, Gentio do Ouro, Ipupiara, Macaúbas, Oliveira dos Brejinhos e Tanque Novo, e ainda aquelas mais ao norte, como América Dourada, Barro Alto, Cafarnaum, Canarana, Ibipeba, Ibititá, Irecê, João Dourado, Lapão (Bahia), Presidente Dutra e Uibaí.

### Clima
Possui um clima diferente da região de seu entorno, marcadamente de semiárido, ali se caracterizando por tropical semiúmido, com temperatura média anual entre 20°C e 24°C e, com a barreira orográfica que forma, possui uma média pluviométrica anual superior a 1 000 mm (em Lençóis essa média supera os 1 400 mm).
Embora o conjunto seja definido como tropical semiúmido, a variação de altitudes e do relevo provoca a existência de vários microclimas. Assim, na sua porção ocidental as chuvas aumentam conforme cresce a altitude, de modo que nas partes baixas o índice anual pluviométrico é de aproximadamente 500 mm e nas altas ultrapassa os 1 000 mm. Na parte oriental essa taxa varia entre 670 a 880 mm. O período chuvoso está no verão, de novembro a janeiro.

### Hidrografia
Com uma extensão territorial equivalente à Bélgica, a região da Chapada Diamantina é conhecida por ser um “berçário de rios”, já que ali estão as nascentes de três importantes rios baianos - Paraguaçu, de Contas e Jacuípe -, e também de rios menores, como o Paramirim, Brumado, Salitre e Jacaré.
Na região norte da Chapada (Jacobina, Morro do Chapéu), estão as nascentes dos rios Itapicuru e Jacuípe, além do Jacaré e Salitre. Na área central a bacia mais significativa é a do rio Paraguaçu, com nascente em Barra da Estiva, seguindo-se as sub-bacias de seus principais tributários, quais sejam: Santo Antônio, São José, Bonito e Utinga, e os rios e riachos que os alimentam são os responsáveis pela formação dos muitos canhões e cachoeiras que caracterizam a Serra do Sincorá. Ao sul a principal bacia é a do rio de Contas, que nasce na Serra da Tromba, cidade de Piatã, tendo por maiores afluentes os rios Brumado, das Furnas e o Água Suja e é uma região que apresenta conflitos pelo uso da água.

## Geologia

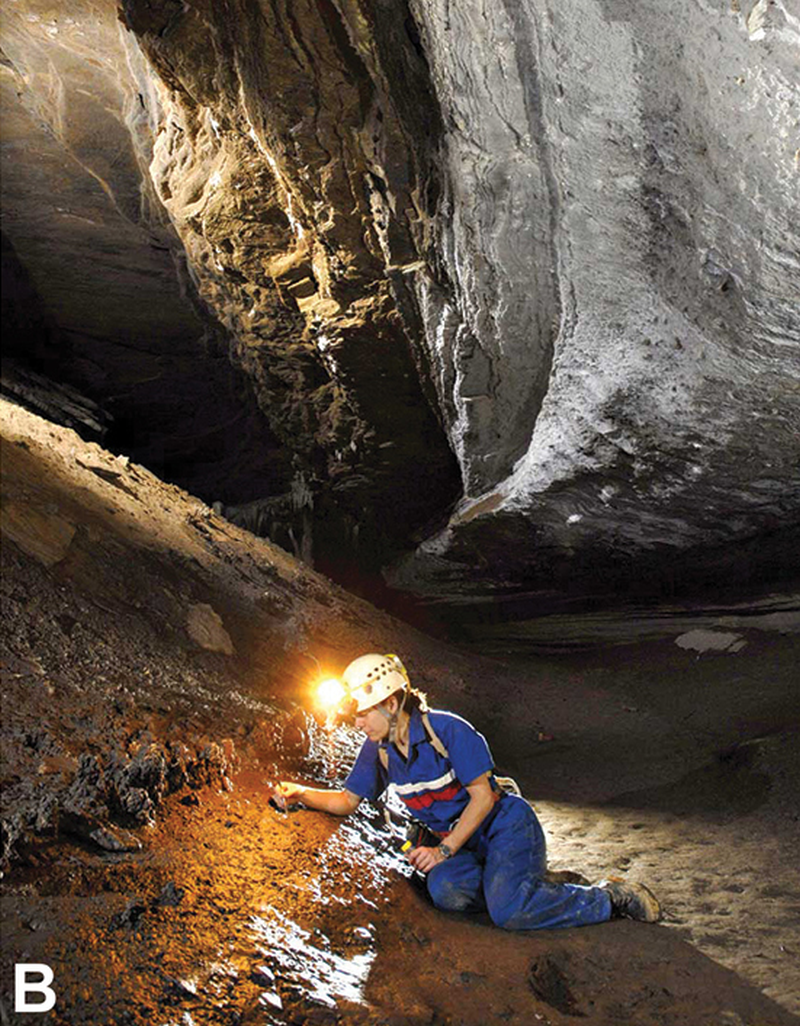
Pesquisador na caverna Buraco do Cão, em Seabra

A formação do relevo chapadiano data de um processo que teve início há 1,7 bilhão de anos, no qual agiram dois processos tectônicos, a formação de mares, montes e desertos sucessivos (como o Deserto Tombador ou o Mar Bambuí) em processos de sedimentação e soerguimento, levando a uma diversidade geológica que deram a conformação atual onde a Chapada destaca-se do Supergrupo Espinhaço com várias formações geológicas (como a Ouricuri do Ouro, Mangabeira ou a Guiné) que hoje se vê no relevo sedimentar de  planaltos, chapadas tabulares, cuestas, etc.
A Chapada traz registros de três paleoceanos na configuração de suas rochas: o Mar Espinhaço, formado há cerca de 1,75 bilhões de anos, e que, a seguir, deu lugar ao Deserto Tombador; o Mar Caboclo, formado há cerca de 1,1 bilhão de anos com águas agitadas e, finalmente, o citado Mar Bambuí, de águas calmas e datado de cerca de 700 milhões de anos atrás.
Conforme registrou o geólogo Oscar P. G. Braun em seu artigo Contribuição à Geomorfologia do Brasil Central, seu prolongamento dava-se rumo ao norte, possivelmente até o estado do Rio Grande do Norte, dando ao rio São Francisco outro rumo: "A serra do Espinhaço e seu prolongamento para o norte através da Bahia, até a Chapada Diamantina, provavelmente representava outro grande divisor da drenagem terciária. No cretáceo talvez esse divisor se prolongasse até o Rio Grande do Norte, condicionando o curso do ancestral rio São Francisco a desaguar no Maranhão. A mudança de curso desse rio criou níveis de base locais no Nordeste, em consequência dos quais desenvolveram-se pediplanos peculiares da paisagem nordestina, que não encontram correspondentes no centro-sul do país (ex.: "Superfície Soledade")".

### Espeleologia
Tem-se que "O maior acervo espeleológico da América do Sul está integrado ao patrimônio natural da Chapada. Entre as centenas de cavernas, uma das mais conhecidas é a do Poço Encantado, cuja incidência de luz transforma a coloração da água, tão cristalina que permite observar o fundo, a 60 metros. Com características semelhantes, no Poço Azul é permitido mergulhar. Das cavernas secas, Torrinha, Lapa Doce, Paixão, Lapão, Bolo de Noiva, Fumaça, Gruta Azul e Brejões são as mais visitadas". O cronista Renato Bandeira assim registrou: "Há grutas fantásticas. Existem centenas delas espalhadas pela região, sendo que as principais são: a do Lapão, em Lençóis; a da Pratinha, da Lapa Doce, da Torrinha em Iraquara; a dos Brejões, em Morro do Chapéu, a da Mangabeira em Ituaçu, a do Buraco do Cão, em Seabra e muitíssimas outras."
O sistema de cavernas existente em Iraquara é considerado o mais importante do país, do qual faz parte a gruta do Ioiô, onde foram encontrados muitos fósseis.

## Ecologia
A Chapada Diamantina configura-se em verdadeiro oásis em meio à caatinga possuindo, além desse bioma, elementos de campos rupestres, cerrado e floresta decidual. "Num ambiente tão amplo e longe de ser explorado totalmente, pesquisadores do Ministério do Meio Ambiente catalogaram 854 espécies da flora e 506 da fauna – 55 mamíferos –, com destaque para a onça-pintada e o guigó-da-caatinga".

### Fauna
A região possui espécie endêmicas únicas, muitas delas apenas recentemente descobertas e descritas, como o Geco-de-dedos-nus do Vanzolini, pequeno réptil listrado de hábitos noturnos nomeado em homenagem a  Paulo Emílio Vanzolini.
Em cavernas como a Gruna das Cobras e Gruna da Parede Vermelha pesquisadores têm encontrado espécies únicas, como a nova espécie de aracnídeo (Tmesiphantes hypogeus sp. nov.) nelas localizada e considerada a primeira espécie de tarântula troglóbia do Brasil, a Caverna do Criminoso que é habitat de duas espécies de peixes troglóbios da família Copionodontíneos (bagres). ou ainda a Gruna do Cantinho onde, em 2012, pesquisadores encontraram pequenas centopeias (lacraias)" pela primeira vez e, em novas pesquisas, foi identificada nova espécie cavernícola que foi batizada de Scolopocryptops troglocaudatus.
Mesmo uma espécie pequena, mas "bela e rara", como o beija-flor-de-gravata-vermelha (Augastes lumachella) vem atraindo ornitólogos e curiosos; "esse animal existe somente na porção norte da Serra do Espinhaço, que abrange a Chapada" e é relativamente fácil de ser avistado mas, por viver num habitat tão restrito e sujeito ao fogo, é considerado em risco de extinção. O "gravatinha", como é chamado, é um dos atrativos para essa modalidade de turismo, sendo que a região da Chapada possui mais de quatrocentas espécies de aves, em razão da grande variedade de ecossistemas, como afirmou a bióloga Cristine Prates, única guia de ornitologia da Chapada e que, natural de Brasília, deixou a cidade para viver ali.

### Flora

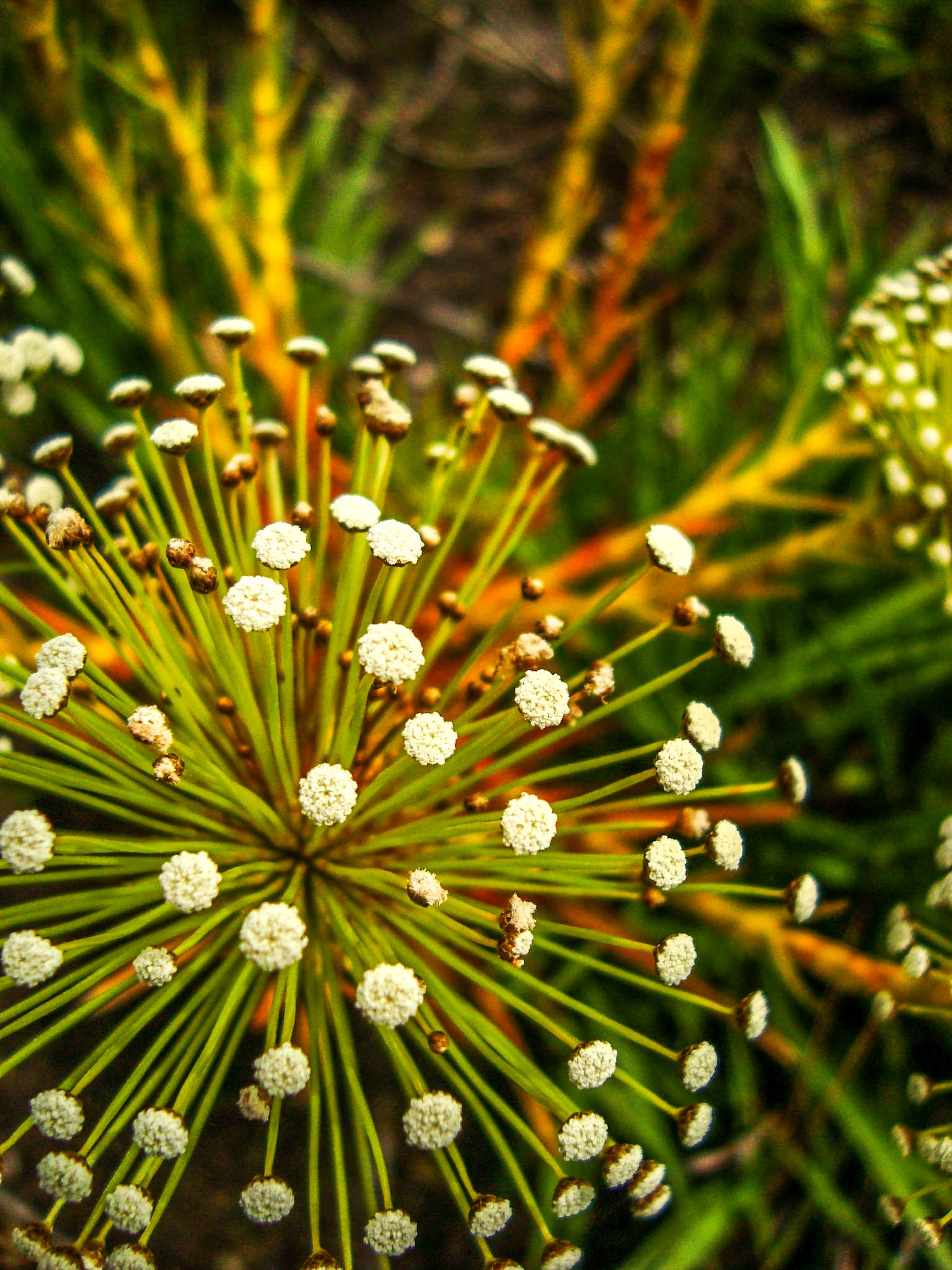
Sempre-viva, nativa e ameaçada

A vegetação chapadense é considerada de "mosaico", por sua enorme variedade. Como afirmam SANTOS et al., "Diferentes tipos de vegetação coexistem em pequenas áreas, condicionadas por pequenas variações litológicas, topográficas, hidrológicas e microclimáticas. Em geral, as principais formações vegetais encontradas na Chapada Diamantina são: "campo limpo", "campos rupestres" (campos rupestres), "campos gerais" (campos campestres), cerrado vegetação) e "matas ou floresta estacional" (florestas ou mato ou floresta caducifólia) (...) Existem também zonas de transição com características próprias onde coexistem espécies de dois ou mais ecossistemas". Possui uma grande riqueza florística, em que se destaca a "sempre-viva".
Uma das plantas emblemáticas da região central da Chapada é a endêmica Syngonanthus mucugensis, espécie de "sempre-viva" nativa da região de Mucugê, com habitat em altitudes de 1 100 a 1 500 metros. Sua abundância inicial converteu-se numa fonte de renda aos moradores que, com o artesanato, tinham nela uma fonte de renda, gerando uma exploração que colocou-a em ameaça e motivou a criação do "Projeto Sempre-Viva", matriz que originou o Parque Municipal de Mucugê e ações para sua conservação.

### Ameaças aos ecossistemas
Como afirmam SANTOS et al., o fogo está presente nas atividades tradicionais da região da Chapada, até mesmo no interior do Parque Nacional, e "No Brasil, pouco se sabe sobre a dinâmica das queimadas em regiões como a Chapada Diamantina, onde predominam os "campos rupestres", visto que a deflagração de queimadas neste ecossistema pode ser um distúrbio natural, e a atividade humana tende a aumentar a repetitividade e extensão desse fenômeno. No caso do PNCD, alguns estudos apontam para o fato de que, embora a área de conservação tenha sofrido incêndios florestais após sua implantação, algumas regiões do parque não são afetadas por incêndios há muitos anos. Em 2015 o Parque Nacional da Chapada Diamantina foi devastado por vários incêndios que duraram quatro meses, de setembro a dezembro, período típico de incêndios na região". As queimadas são uma ameaça constante, e colocam em risco espécies únicas ali, como as sempre-vivas de Mucugê.

### Áreas de proteção ambiental
O território da Chapada possui diversas áreas de proteção ambiental instaladas e outras, como os geoparques, projetadas.
Dentre as existentes estão o Parque Nacional da Chapada Diamantina, e parte da Floresta Nacional Contendas do Sincorá, mantidos pelo governo federal, as estaduais Área de Proteção Ambiental Gruta dos Brejões - Vereda do Romão Gramacho, a Área de Proteção Ambiental Marimbus-Iraquara, a Área de Proteção Ambiental da Serra do Barbado e a Área de Relevante Interesse Ecológico Nascentes do Rio de Contas, e também o Parque Estadual Morro do Chapéu e Parque Estadual das Sete Passagens. Na esfera municipal existem o Parque Natural Municipal do Morro do Pai Inácio, o Parque Natural Municipal do Boqueirão e o Parque Natural Municipal do Riachinho (em Palmeiras), o Parque Natural Municipal da Muritiba (mais conhecido como Serrano, em Lençóis), o Parque Municipal da Serra da Santana (em Piatã), o Parque Municipal Natural da Serra das Almas (em Rio de Contas), o Parque Municipal de Mucugê (nesta cidade, com o Museu Vivo do Garimpo), o Parque Natural Municipal do Espalhado (em Ibicoara) ou ainda o Monumento Natural da Cachoeira do Ferro Doido (em Morro do Chapéu).
Além das áreas de proteção públicas, tem-se as chamadas reservas particulares do patrimônio natural (com sigla RPPNs). A primeira delas oficializada na Chapada foi a RPPN Adília Paraguassú Batista, de 70 ha, localizada a 1 km da sede de Mucugê, entre a Serra do Cantinho e o Parque Nacional, e reconhecida pelo governo federal no ano de 2002.

#### Parque Nacional da Chapada Diamantina

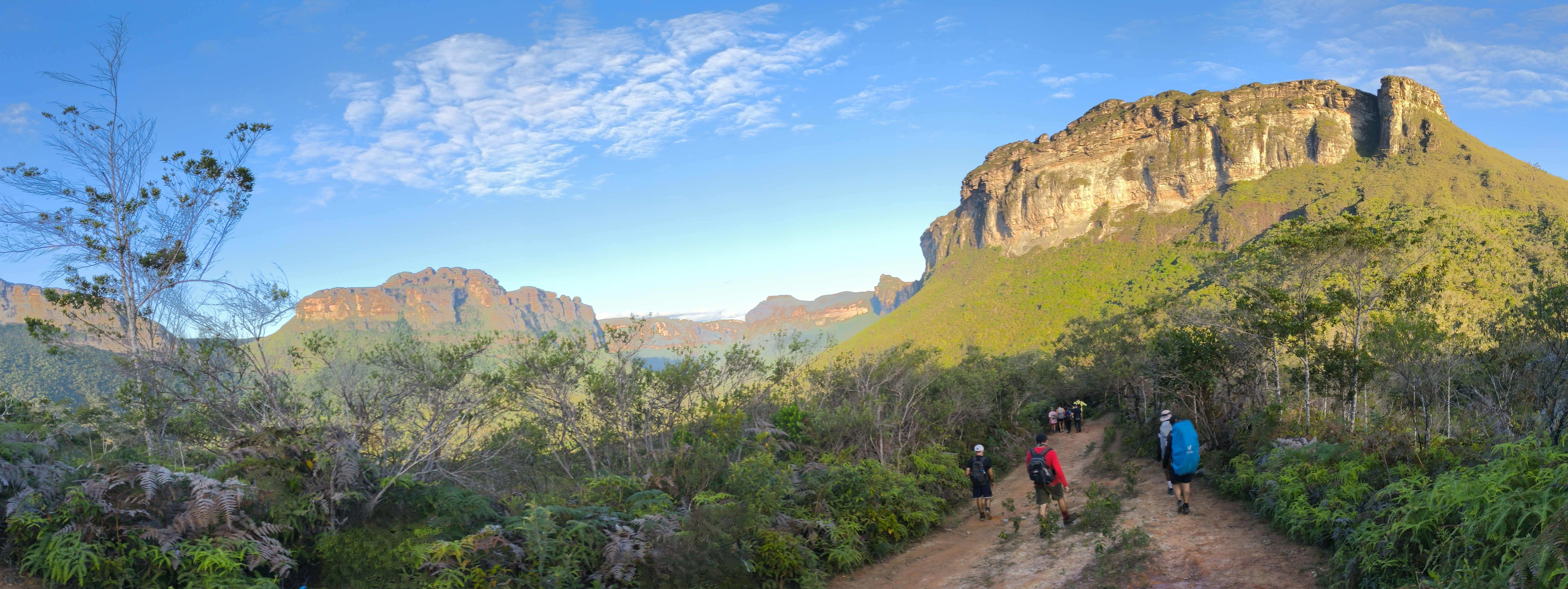
Vista do Vale do Pati no Parque Nacional da Chapada Diamantina

#### Área de Proteção Ambiental Marimbus-Iraquara
A Área de Proteção Ambiental Marimbus-Iraquara é uma unidade de conservação brasileira do tipo área de proteção ambiental (APA) localizada na Chapada Diamantina. Foi criada em 1993 e sua área abrange partes dos municípios de Lençóis, Andaraí, Palmeiras, Iraquara e Seabra, todos no estado da Bahia.

#### Área de Proteção Ambiental Gruta dos Brejões - Vereda do Romão Gramacho
A Área de Proteção Ambiental Gruta dos Brejões - Vereda do Romão Gramacho é uma reserva ambiental localizada na Chapada Diamantina, possuindo uma área total de 11 900 hectares no entorno da lapa dos Brejões, tendo sido criada em 1985.

## Cultura
"A poesia e a narrativa nascem do coração e das vozes do povo. É assim que a Chapada Diamantina produz, além das belezas e riquezas naturais, expressões de amor à terra e registros de histórias do lugar (...) uma terra que é mãe e faz nascer gente de força e coragem, uma religiosidade forte, histórias de perda e dor em meio ao garimpo e à lida na roça", como registrou Flávia Aninger de Barros Rocha.
| Afrânio Peixoto |  | Moraes Moreira |  | Milton Santos |
| Afrânio Peixoto |  | Moraes Moreira |  | Milton Santos |

Assinala Antônio Marcos A. Ribeiro que "a Chapada Diamantina é uma vasta extensão de terras com características geográficas, sociais, econômicas, culturais e dialetais diferenciadas do restante do estado da Bahia" e que "evidências que comprovam peculiaridades de um falar regional/popular na literatura que trata do garimpo nas lavras diamantinas".
Natural de Ituaçu, o cantor e compositor Moraes Moreira inspirou-se na infância vivida na Chapada para seu último disco, Ser Tão, de 2018. Em suas palavras: “Sou do sertão da Bahia, da Chapada Diamantina. Para este disco, me inspirei muito no tempo do sertão. Foi uma volta às raízes, à vida de menino com a banda de músico, os violeiros e sanfoneiros da minha cidade". Irmão do poeta Zewalter, Moraes foi por este influenciado a produzir em cordel e veio a integrar a Academia Brasileira de Literatura de Cordel, onde ocupou a Cadeira 38.
Foi também em Ituaçu que o cantor e compositor Gilberto Gil teve seu primeiro contato com a música, sobretudo nordestina: "cresce ouvindo as sanfonas dos cegos das feiras, a banda local" e também, pela influência do pai - médico na cidade, "Bach e Beethoven e a voz dos grandes ídolos do rádio". Sobre sua vivência na Chapada Gil escreveu: “Ainda sonho frequentemente com Ituaçu. A mesma coisa, a cidade, os dois bairros principais, aquelas pessoas importantes do lugar, os meninos com quem eu brincava, tudo isso ainda sonho muito, frequentemente, como se eu ainda estivesse lá”, e declarou a impressão que lhe dava a paisagem montanhosa que cerca Ituaçu: “projetava o olhar infantil por aqueles morros e imaginava por trás daqueles morros”.

### Religiosidade

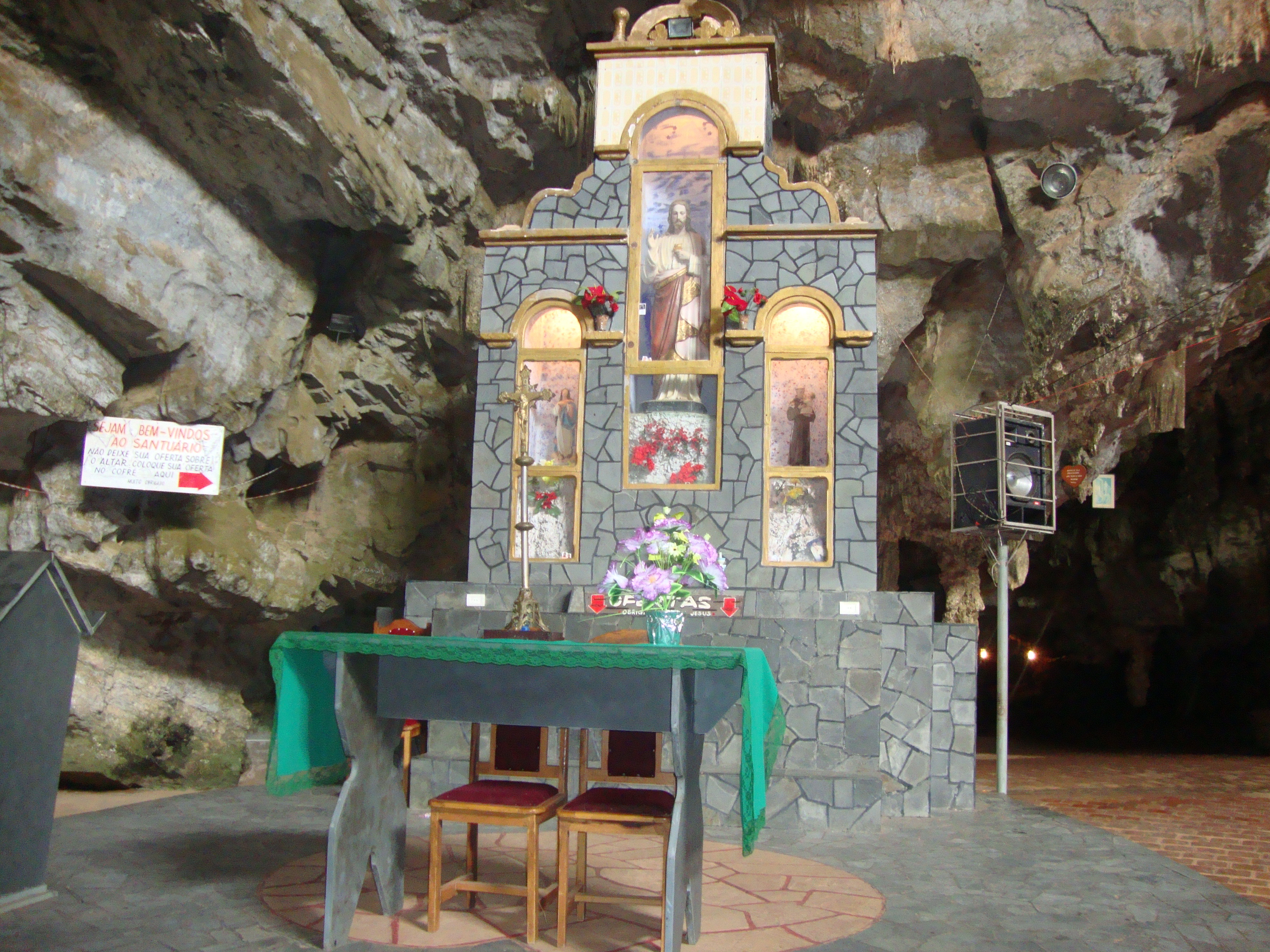
Altar na gruta da Mangabeira, palco de romarias, em Ituaçu

A religiosidade ancestral conservou-se em várias tradições populares, como é o caso do terno das almas, em Andaraí, que tem seu ápice na Semana Santa, onde realizam "uma espécie de penitência em que um grupo de pessoas, em sua maioria mulheres, sai pelos becos e ruas das cidades envoltas em lençóis brancos e, ao som da matraca, realizam as estações (paradas), nas quais entoam preces, benditos e incelências como um coro polifônico em favor das almas". Romarias, como a que anualmente ocorre no antigo povoado de Morro do Fogo, em homenagem a Nossa Senhora do Carmo, atraem fiéis católicos e ainda turistas de aventura que, no dia da festa, participam das comemorações religiosas e, a seguir, da parte profana.
Dentre as manifestações religiosas da Chapada tem-se o jarê, de matriz africana e diferenciada do candomblé, com quem guarda semelhanças. Existente na região de Lençóis, traz em suas práticas elementos de origem indígena.
Em Rio de Contas ocorre a procissão de Corpus Christi no mês de junho de cada ano, a festejar o "Santíssimo Sacramento" - padroeiro da cidade, encerrando os festejos com a presença de uma multidão.
O santuário construído na Gruta da Mangabeira, em Ituaçu, é palco de peregrinação anual com dezenas de milhares de fiéis. "A gruta, que possui um centro de turismo inteiramente dedicado para a sua visitação, possui toda a extensão de seu conduto principal alterada para facilitar o percurso dos visitantes, com portas, escadas e um complexo sistema elétrico. Em suas duas entradas principais foram construídas escadarias, além de que a principal entrada usada para dar acesso à caverna foi totalmente alterada para a implantação de uma igreja."

### Patrimônio tombado
|                               |  |                    |
| Cemitério bizantino de Mucugê |  | Mercado de Lençóis |

Além das áreas de proteção ambiental, na Chapada existem diversos bens tombados nacionalmente pelo IPHAN ou estadualmente pelo IPAC. No primeiro caso tem-se como exemplo o Conjunto Arquitetônico de Rio de Contas (tombado em 1980) com monumentos como a Igreja de Nossa Senhora Santana, construída em alvenaria de pedra sem que tenha sido aplicada alguma camada de reboco (tombada em 1958).
Constitui patrimônio nacional o Conjunto Arquitetônico e Paisagístico de Lençóis (tombado em 1973) e também o de Mucugê (em 1980). Nesta última cidade destaca-se o Cemitério Santa Isabel, chamado de "bizantino", uma das únicas necrópoles tombadas nacionalmente. Em Andaraí existe o Conjunto Arquitetônico, Urbanístico e Paisagístico de Igatu e ruínas de habitações de pedra, no antigo povoado de Xique-Xique.. Também o rio Mucugezinho foi, no ano 2000, junto ao Morro do Pai Inácio, listado pelo IPHAN como patrimônio tombado no livro dos registros "arqueológico, etnográfico e paisagístico".
A gruta da Mangabeira, com várias modificações para acesso dos fiéis, possui uma igreja numa de suas entradas e foi tombada pelo IPHAN em 1962.

### Literatura
"Nessas terras altas, cretáceas, xistosas, nesses ares finos e salubres, temperados e retemperadores, havia ouro e diamantes, das Minas do Rio de Contas e das Lavras Diamantinas; havia, pelo campo e pelas rechãs, mocambos e pastagens, para gado infinito, e aluviões adustos, para algodão e café..."

Afrânio Peixoto (in Sinhazinha, Ediouro, cap. 17)

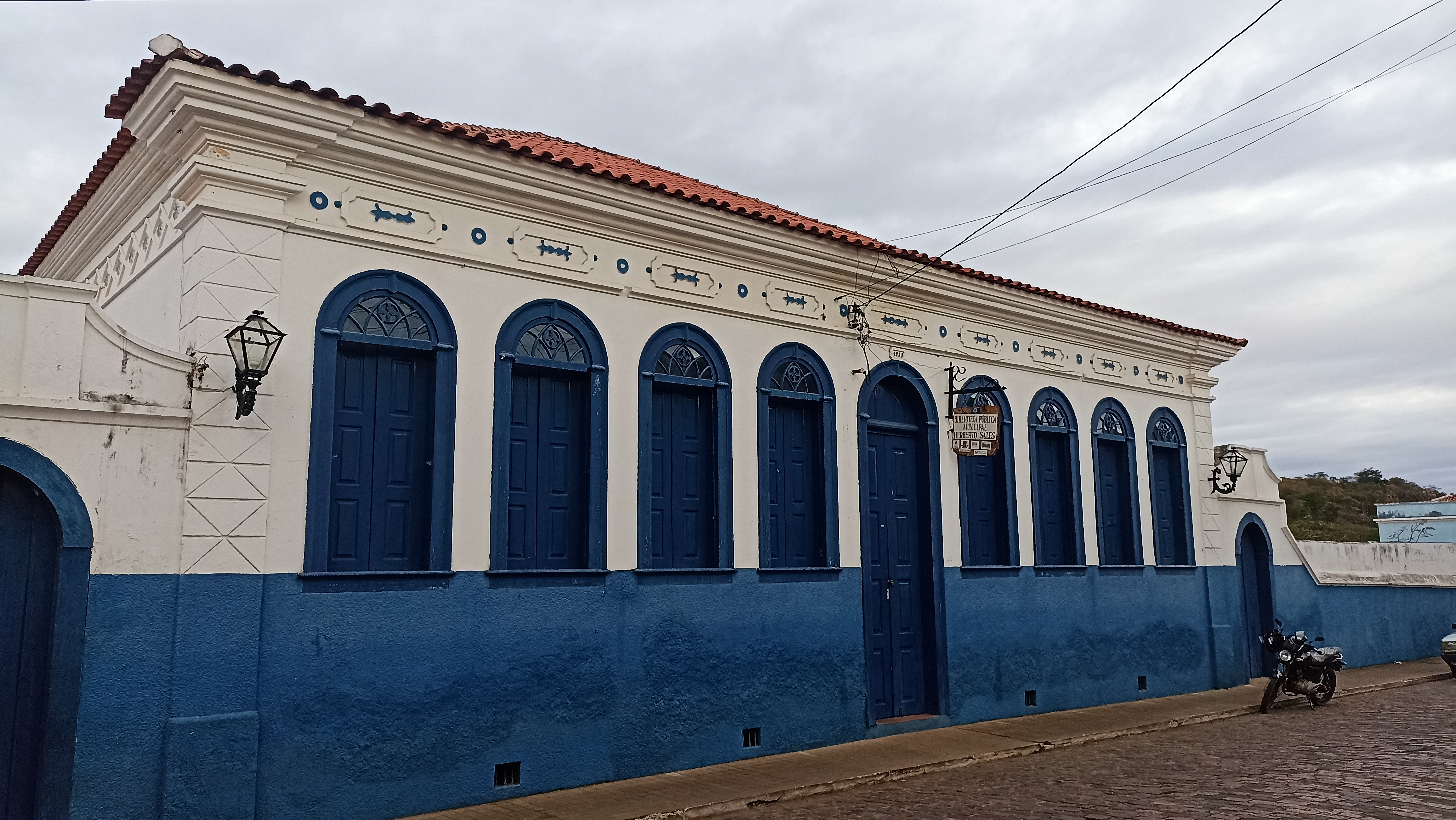
Biblioteca Pública Municipal, de Andaraí, nomeada em homenagem a Herberto Sales

Luiz Alexandre Brandão Freire informa que "a região da Chapada Diamantina protagonizou obras de romance que também são fontes fundamentais para compreensão das dinâmicas históricas da região".
Vários livros retratam a vida na Chapada Diamantina. O mais antigo deles, provavelmente, foi o romance "Lavras Diamantinas" que "foi escrito em 1870", embora publicado somente em 1967, por Marcelino José das Neves que, "na flor da mocidade (...) havia (...) seguido para a zona das 'lavras', eldorado que surgira e era procurado por aventureiros de todo o grande Estado, em cujo solo riquíssimo e ubérrimo, jazem as mais custosas gemas e cresce todo tipo de vegetação".
De autoria de Lindolfo Rocha, o romance documentário Maria Dusá é ambientado na Chapada e traz a realidade vivida pelo desenvolvimento do ciclo do diamante, a partir de 1860. O vocabulário da obra "traz em si uma grande riqueza cultural, social e identitária de uma determinada comunidade linguística, isto é, reflete os usos, os costumes, a história e a memória do sertanejo chapadista", como assinalam Souza e Barreiros. Trazia por subtítulo (Garimpeiros) – romance de costumes sertanejos e "chapadistas", e teve capítulos publicados originalmente no Jornal de Notícias, em 1898.
Herberto Sales, nascido em Andaraí, foi dos autores que mais trouxeram a Chapada Diamantina como cenário de suas obras, a principiar pelo seu romance de estreia, Cascalho, de 1944, seguido por "Além dos Marimbus" em 1945; "Cascalho" "é realmente um tratado, um referencial de garimpagem, envolvendo todas as lutas e conquistas pelo diamante, pelo dinheiro", no dizer de Lícia Maciel Neves.
Na parte histórica tem-se como precursor Gonçalo de Athayde Pereira que, no dizer de Erivaldo Fagundes Neves, foi "o corógrafo da Chapada Diamantina" que "descreveu minuciosamente rios, serras, flora e fauna, produtos comercializados" mas que "usara como fonte, fundamentalmente, informes orais, que ofereceram dados circunstanciais, de modo genérico, sendo, por outro lado, ufanista, ao narrar paisagens".
Ambientado na Chapada, a obra Torto Arado de Itamar Vieira Júnior tornou-se o livro mais vendido no Brasil pela Amazon no ano de 2021. Sem especificar um período histórico, o romance retrata as condições de quase escravidão vivida por trabalhadores nas fazendas locais.

### Filmografia
A Chapada foi cenário ou ambiente de algumas produções filmográficas, tanto no cinema como na televisão:
- Maria, Maria, telenovela baseada no romance "Maria Dusá", exibida originalmente em 1978, pela rede Globo.[125]
- Cascalho (filme), de Tuna Espinheira. Baseada no livro homônimo do Herberto Sales, mas quem fez o artigo não viu isso.
- Diamante Bruto filme de 1979 de Orlando Senna estrelado por José Wilker, foi baseado no romance Bugrinha de Afrânio Peixoto e contou com a participação dos moradores de Lençóis. O próprio filme motivou a realização de um documentário em 2005 por Conceição Senna.[126]
- A Lenda do Pai Inácio, de Pola Ribeiro.
- Pedra sobre Pedra, novela da rede Globo tem seu início mostrando atrações da Chapada, como o Cemitério Santa Isabel.[113]
- a gruta da Fumaça serviu de locação para a telenovela A Favorita, da rede Globo.[127]
- a gruta da Pratinha também foi cenário em telenovelas da rede Globo, como Agora É que São Elas, A Favorita e Pedra sobre Pedra. A mesma emissora realizou ali duas reportagens no programa Globo Repórter.[128]
- O Brasil da Pré-História: o mistério do Poço Azul, documentário franco-brasileiro de 2007, que mostra as descobertas fósseis da megafauna no Poço Azul.[129]

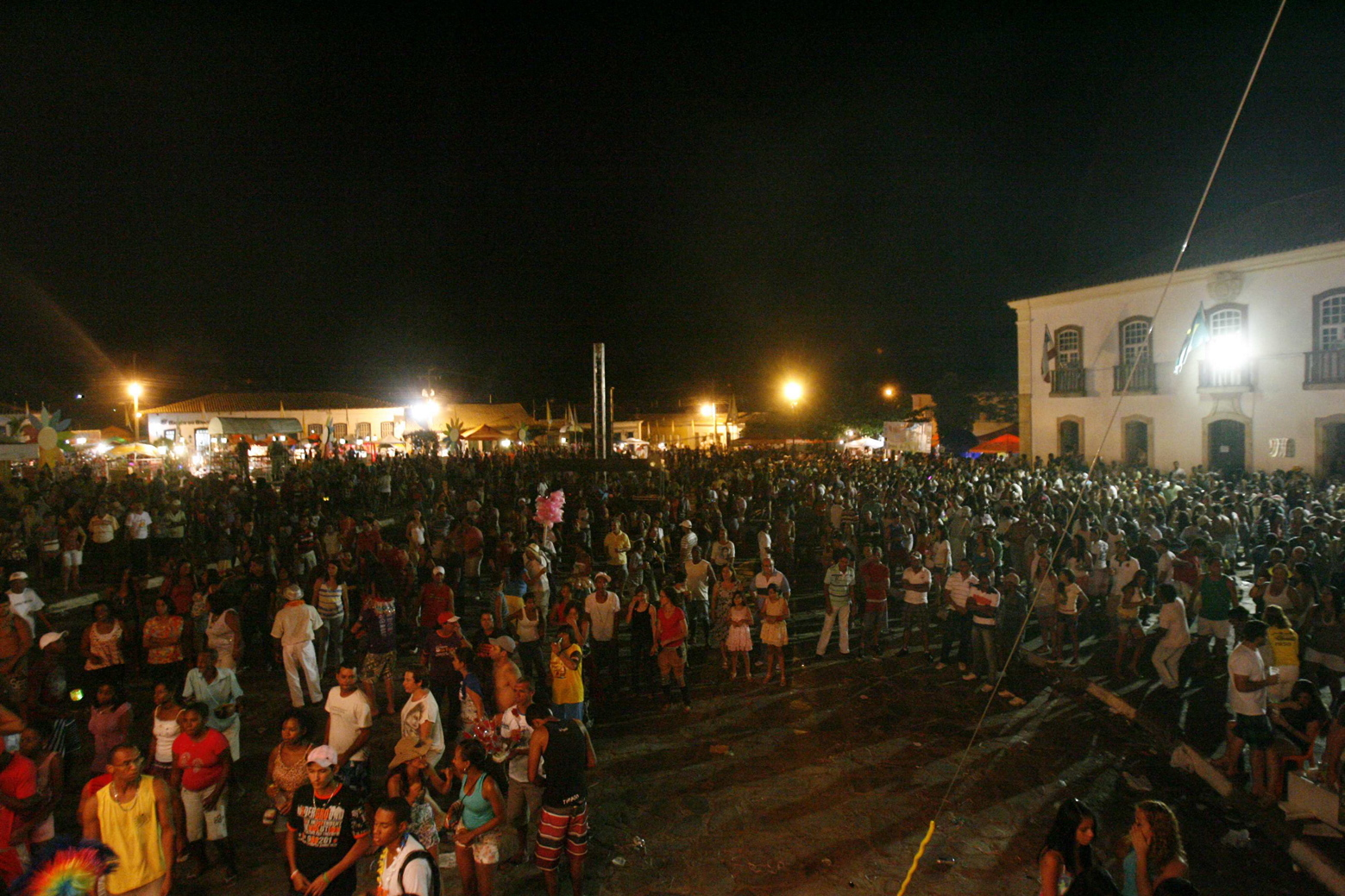
Show de Neide Vital no Carnaval de Rio de Contas, em 2012, por Luiz Tito

### Carnaval de Rio de Contas
A cidade de Rio de Contas realiza, anualmente, aquele que é considerado o mais importante carnaval da região sudoeste da Bahia, atraindo turistas de todas as partes. O carnaval dessa cidade é um dos mais tradicionais do estado.
A folia ali se dá "à moda antiga": mascarados e bandinhas tocando frevos e marchinhas desfilam por suas ruas históricas, embora em palcos ocorram shows com ritmos mais modernos. A festa se constitui uma opção para aqueles que gostam de tranquilidade durante a comemoração, longe dos centros onde ocorrem as grandes festas, como na capital Salvador.
A festa, segundo registrou em 2014 o portal G1, tem início com o baile "Vermelho e Preto" no restaurante "Quintal", e nos dias seguintes com show principal em palco montado na praça da antiga Casa de Câmara e Cadeia e alternativos em palco armado na praça da matriz. Hotéis e pousadas ficam lotados e os próprios moradores alugam suas casas neste período, para atender à grande demanda turística.

## Economia

### Mineração
O ouro ainda é uma das principais riquezas da Chapada, sendo a mina de Jacobina a maior do Nordeste brasileiro; explorado por empresa canadense é um dos principais empregadores da cidade, havendo ainda a possibilidade de expansão da extração do mineral em Ibitiara, mais ao centro da Chapada.
Na década de 1940 a Serra da Mangabeira teve explorada uma jazida de cristais óticos e atualmente produz quartzo rutilado, descartados então, "esfumaçados e incolores (...) encontrados em bolsas e fissuras dos veios".

### Turismo
Como forma de sistematizar a atividade turística, a cadeia montanhosa foi dividida pela Bahiatursa em três "circuitos" distintos por suas afinidades históricas e culturais: Chapada Norte, com foco em Morro do Chapéu; Circuito do Diamante, abrangendo o PARNA-CD e região circunvizinha e, finalmente, o Circuito do Ouro, abrangendo a Área de Proteção Ambiental da Serra do Barbado e foco em Rio de Contas.
Com mais de quarenta municípios integrando a Zona turística da Chapada Diamantina, a região foi escolhida em 2022 na plataforma "Melhores Destinos" como o melhor lugar a ser visitado no Brasil, e "ouviu 15 mil viajantes, brasileiros e estrangeiros, sobre custo-benefício, acolhimento, atrações, gastronomia e segurança. O destino baiano ficou com média 8,9 e faturou o primeiro lugar. A maior nota foi para o item segurança, com 9,2". O resultado foi apresentado pela comitiva governamental baiana durante a "Bolsa de Turismo de Berlim" de 2023.

### Parques eólicos
Segundo o governo do estado informou, em 2019, "dos 23 projetos de parques eólicos na Bahia, 11 estão na Chapada Diamantina, nos municípios de Bonito, Brotas de Macaúbas, Cafarnaum, Campo Formoso, Dom Basílio, Gentio do Ouro, Itaguaçu da Bahia, Morro do Chapéu, Mulungu do Morro, Ourolândia e Várzea Nova".

### Agricultura
Na Chapada a agricultura tem um desenvolvimento que cresceu nas últimas décadas, com a irrigação oriunda de barragens ali construídas.
A Barragem do Apertado, no rio Paraguaçu, gerou um Agropolo onde o principal produto é a batata (uma das fazendas chegou a ter produção de 90 mil toneladas ao ano, em 2 000 ha plantados), além de frutas como a maçã que, na variedade "Eva", alcançou 40 toneladas por hectare com um produtor - todas as plantações, como a ameixa, se beneficiando da somatória de clima, altitude e água em abundância.
Na cidade de Rio de Contas teve lugar a primeira plantação de azeitonas do norte e nordeste brasileiros, numa iniciativa de um empresário francês que, montando uma cooperativa na cidade, plantou no começo do século XXI três hectares do fruto numa altitude de aproximadamente 1 200m, de uma área total de sete mil hectares adquiridos. No ano de 2014 tiveram sua primeira colheita, com uma produção que surpreendeu a todos. Em 2021 o azeite ali produzido venceu um prêmio internacional de qualidade em Paris com a medalha de ouro entre os óleos produzidos no hemisfério sul.

#### Cafeicultura especial e premiada

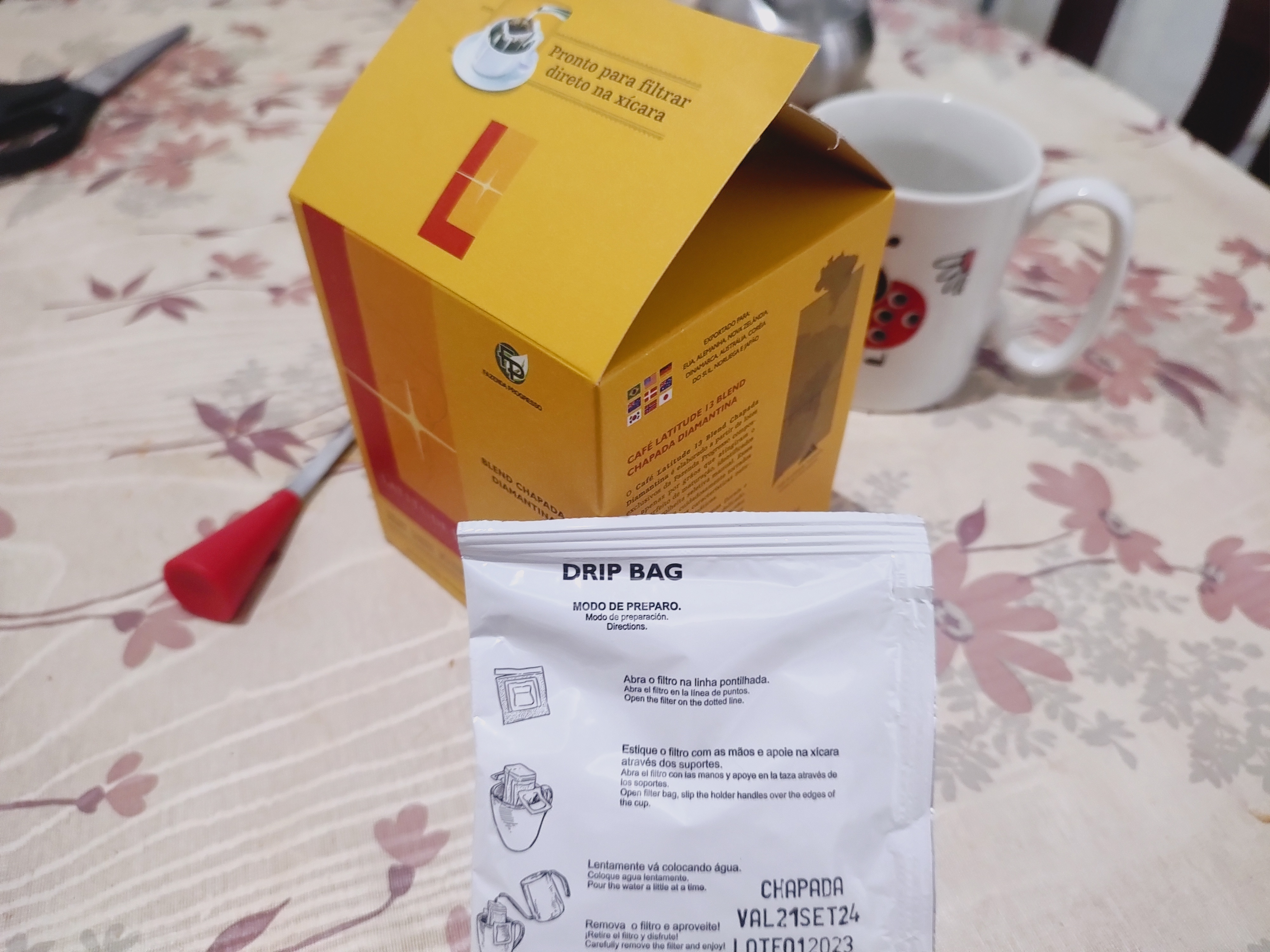
Sachê do café "Latitude 13°", de Mucugê.

Registrou Afonso d'Escragnolle Taunay, citando Gonçalo de Athayde Pereira de uma visita feita em 1881, que "Em Morro do Fogo, antiga freguesia da comarca de Minas do Rio das Contas (Paramirim), residência dos meus avós paternos, lugar em que a mineração do ouro teve sua eficiência em algum tempo, encontrei na chácara de residência da família cafeeiros colossais, acusando a existência de muitos anos" e que "...já meu pai era homem maior de 60 anos e se referia à cultura do café, ali exuberante e próspera, como coisa antiga."
O café é atualmente um dos principais produtos das cidades de Piatã, Mucugê e Ibicoara onde, no censo agropecuário de 2017, existiam cerca de 1 461 cafeicultores. A "região também conta com grupos organizados de cafeicultores que buscam acessar variados mercados (como o gourmet, o orgânico e de Indicação Geográfica de Procedência da Chapada Diamantina)", como informa Murilllo Medeiros Carvalho.
Em 2006 o café especial produzido na Fazenda Divino Espírito Santo em Piatã venceu um concurso da Associação Brasileira da Indústria de Café, se tornando o melhor café especial brasileiro. Na ocasião a Fazenda Brejos de Aguiar de Ibicoara ficou no quinto lugar na categoria de cafés naturais. A região tem se especializado no tipo "cereja descascado".
Em 2018 o SEBRAE informava que "O café produzido na Chapada Diamantina, região localizada no centro da Bahia, já virou case de sucesso em vários eventos, festivais e concursos nacionais e internacionais. É tão apreciado, que é exportado para o Vaticano e já virou o café oficial do Papa Francisco", destacando que dentre os muitos prêmios recebidos pelos produtores chapadenses estava o "Cup Of Excellence 2018, um concurso para avaliar cafés especiais. Entre os 37 premiados na categoria “Pulped Naturals”, de cerejas úmidas despolpadas ou descascadas, 46% saíram de cafezais da Chapada".
O café da "família Rigno, de Piatã (BA), na Chapada Diamantina, [é] a única tetra campeã do Cup of Excellence, o oscar dos cafés", segundo matéria do Globo Rural; na edição de 2022 dessa modalidade internacional de disputa, dos dez primeiros colocados seis eram de Piatã, que é a cidade situada na maior altitude do Nordeste (1 200 m).
Em outubro de 2024 o café chapadense foi o primeiro produto baiano a receber o selo de indicação geográfica com denominação de origem. Concedido pelo INPI, o selo reconhece o café produzido em vinte e quatro municípios chapadenses após estudos realizados pela Universidade Estadual do Sudoeste da Bahia, e leva em consideração fatores sócio-ambientais e de solo, que dão características únicas ao sabor da bebida que, segundo o órgão, a tornam “encorpada, adocicada, com acidez cítrica, notas de nozes e chocolate, além de final prolongado”.

## Transportes

### Rodovias
|                                        |  |                               |
| O Morro do Pai Inácio, visto da BR-242 |  | • BA-142, na altura de Mucugê |

A principal via de acesso da Chapada se dá pela rodovia federal BR-242 que, em 2015, recebeu o nome que homenageia o geógrafo Milton Santos, nascido em Brotas de Macaúbas em 3 de maio de 1926, e falecido no dia 24 de junho de 2001.
Dentre as rodovias estaduais que cruzam a região está a BA-052, conhecida como Estrada do Feijão, que liga Xique-Xique a Feira de Santana, passando por Morro do Chapéu. A BA-142 é outra via importante, cortando a Chapada de norte a sul, ligando as cidades de Barra da Estiva, Ibicoara, Mucugê, Andaraí, Barra da Estiva, Ituaçu e Tanhaçu. A BA-148 também faz a ligação norte-sul, e na Chapada atravessa as cidades de Dom Basílio, Livramento de Nossa Senhora, Rio de Contas, Jussiape, Abaíra, Piatã, Boninal, Seabra e Barra do Mendes; no trecho entre Livramento e Rio de Contas ela recebeu o nome de Estrada Parque Des. Antônio Carlos Souto, e foi construído no final da década de 1990.

### Aeroporto(s)
O Aeroporto Horácio de Mattos foi construído com o objetivo de fomentar o turismo na região, na cidade de Lençóis. Possui a segunda maior pista do estado mas, durante a pandemia de Covid-19 teve seu funcionamento suspenso por falta de empresa administradora, sendo os voos retomados em novembro de 2022.
Além do aeroporto de Lençóis, que é o maior e principal, existem "diversos pequenos campos de pouso ou aeródromos administrados pelo DERBA, pelas prefeituras dos municípios aonde se encontram ou até por particulares", como informou o governo estadual em 2004.